# Montura Nikon F
La montura Nikon F es un tipo de montura de objetivo desarrollada por Nikon para sus cámaras SLR de 35 mm. La montura F fue introducida en la cámara Nikon F de 1959, presentando una montura de bayoneta de tres uñas con un diámetro externo de 44 mm y una distancia focal de brida de 46,5 mm. La compañía continúa utilizando variaciones de la misma montura para sus cámaras DSLR.

## Historia
La montura Nikon F es una de las dos únicas monturas de objetivos SLR (la otra es la montura Pentax K) que no fueron abandonadas por sus fabricantes con la introducción del autofoco, pero fueron ampliadas para cumplir con los requerimientos relacionados con el control de exposímetro, autofoco y apertura. La gran variedad de objetivos compatibles con la montura F la convierte en el sistema de montaje con brida de objetivos fotográficos intercambiables más grande de la historia. Más de 400 objetivos Nikkor diferentes son compatibles con este sistema. La montura F es también popular en aplicaciones científicas e industriales, especialmente en visión mecánica. La montura F ha sido producida por más de cinco décadas, siendo el único sistema de objetivos SLR producido en ese lapso de tiempo.

## Sistema de objetivos
Además de la línea de objetivos "Nikkor" propia de Nikon, entre las marcas que producen objetivos con montura F se incluyen Zeiss, Voigtländer, Schneider, Angénieux, Samyang, Sigma, Tokina, Tamron, Hartblei, Kiev, Lensbaby y Vivitar. Los modelos actuales de cámara con montura F son producidas por Nikon, Fujifilm, Sinar, JVC, Kenko y Horseman. Numerosos fabricantes emplean la montura F en aplicaciones de imágenes no fotográficas.

## Compatibilidad
La característica más importante de la montura F es la compatibilidad hacia atrás y hacia adelante. Muchos objetivos actuales con autofoco pueden ser usados en la Nikon F original. Los primeros objetivos de montura F de enfoque manual de la década de 1969 y principios de la década de 1970, con algunas modificaciones, pueden usarse al máximo en todas las cámaras profesionales de Nikon. Sin embargo, las incompatibilidades existen, y los usuarios aventureros de la montura F deben consultar la documentación de los productos para evitar problemas. Por ejemplo muchas cámaras electrónicas no pueden hacer mediciones sin un objetivo con CPU habilitada, la apertura de los objetivos G no puede controlarse sin una cámara electrónica, y los objetivos no-AI (fabricados antes de 1977) pueden causar daños mecánicos en las cámaras de modelos más nuevos si no se modifican para cumplir con los requisitos de la especificación AI. Muchos objetivos de enfoque manual pueden modificarse para permitir mediciones en los cuerpos Nikon agregando un chip Dandelion al objetivo.

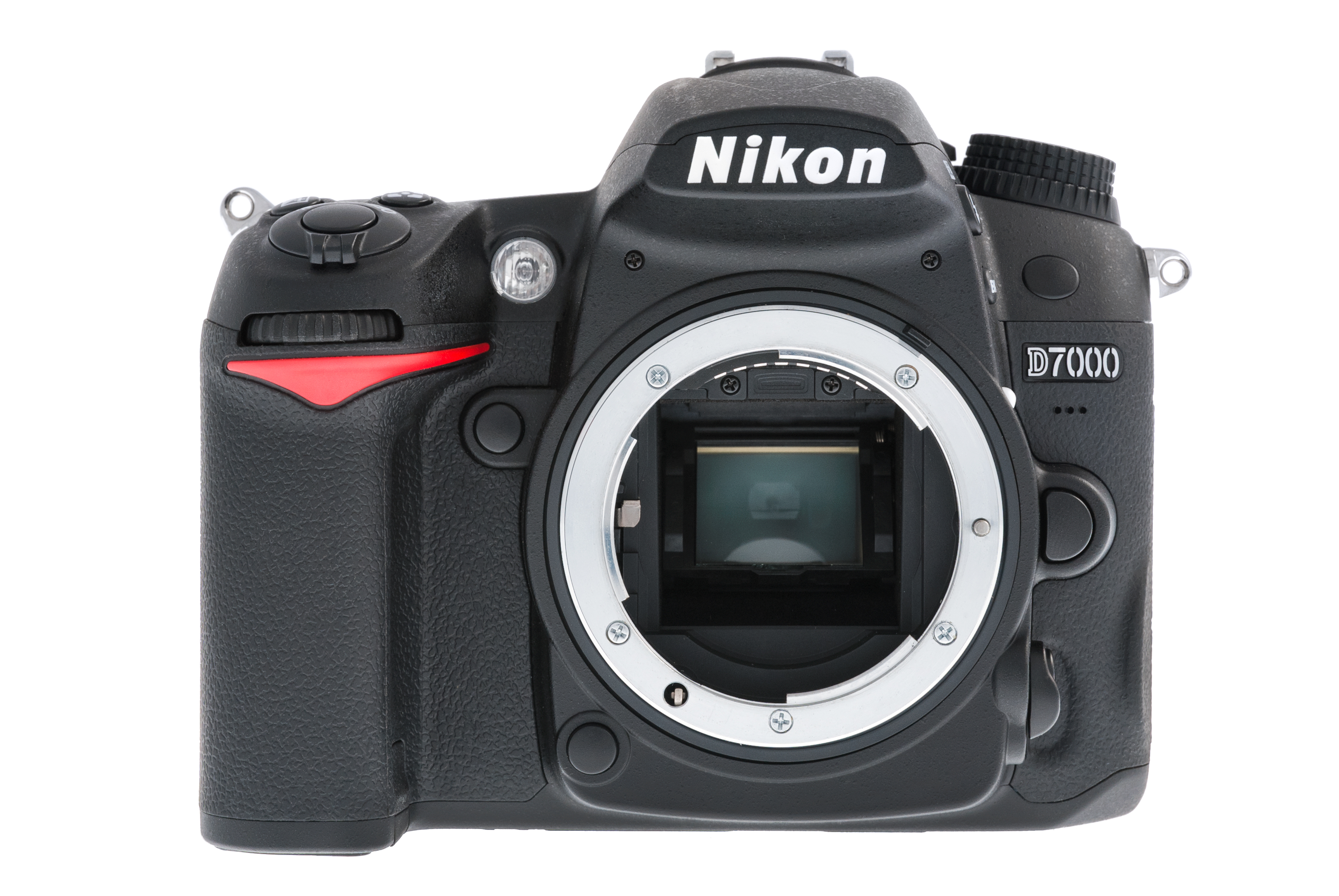
La Nikon D7000 mostrando el diseño de una montura F moderna, incluyendo la leva de apertura (izquierda), los contactos de la CPU (arriba) y el mecanismo de enlace del AF (abajo a la izquierda).

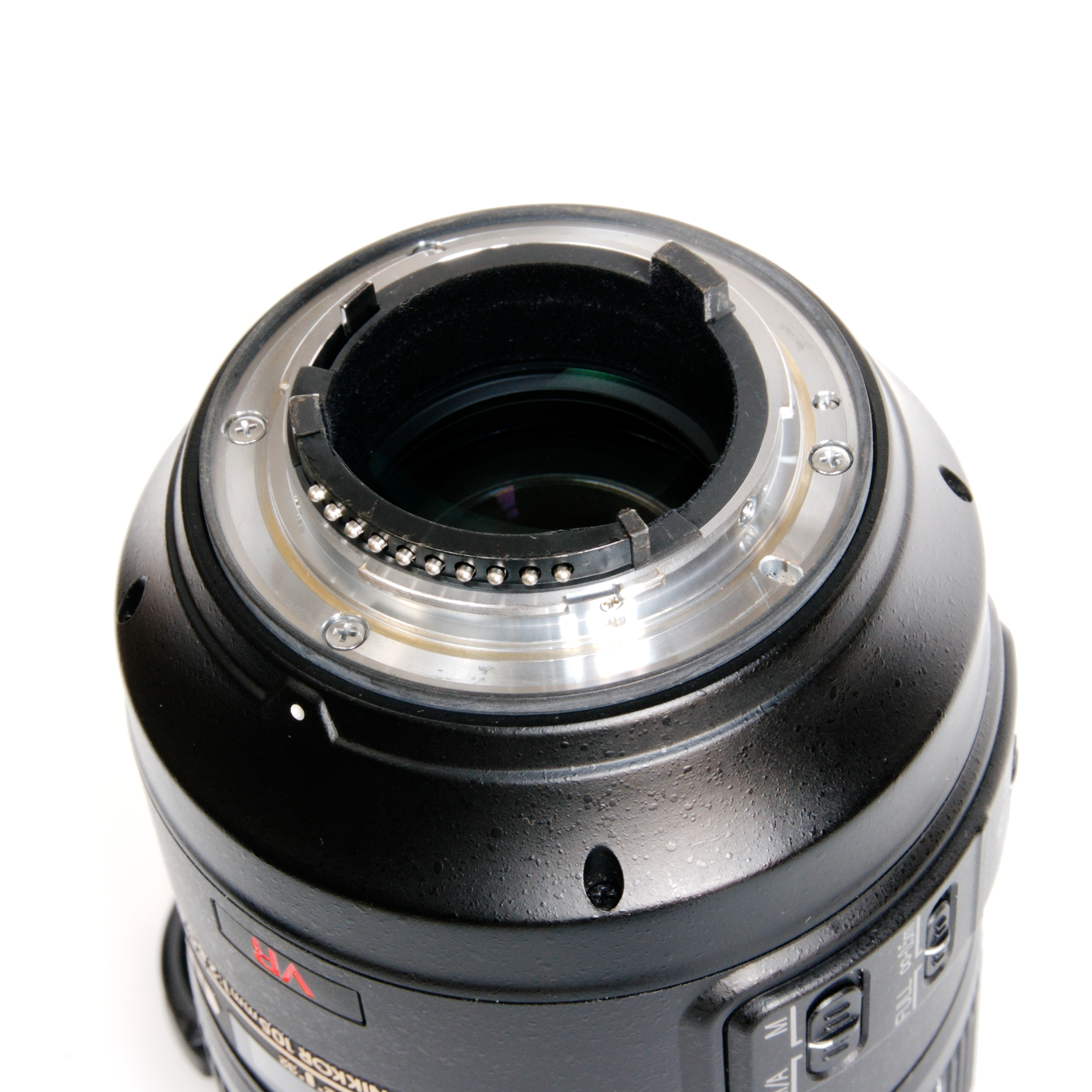
La brida de un objetivos con montura F actual, incluyendo la palanca de abertura (superior izquierda) y los contactos de la CPU (abajo).

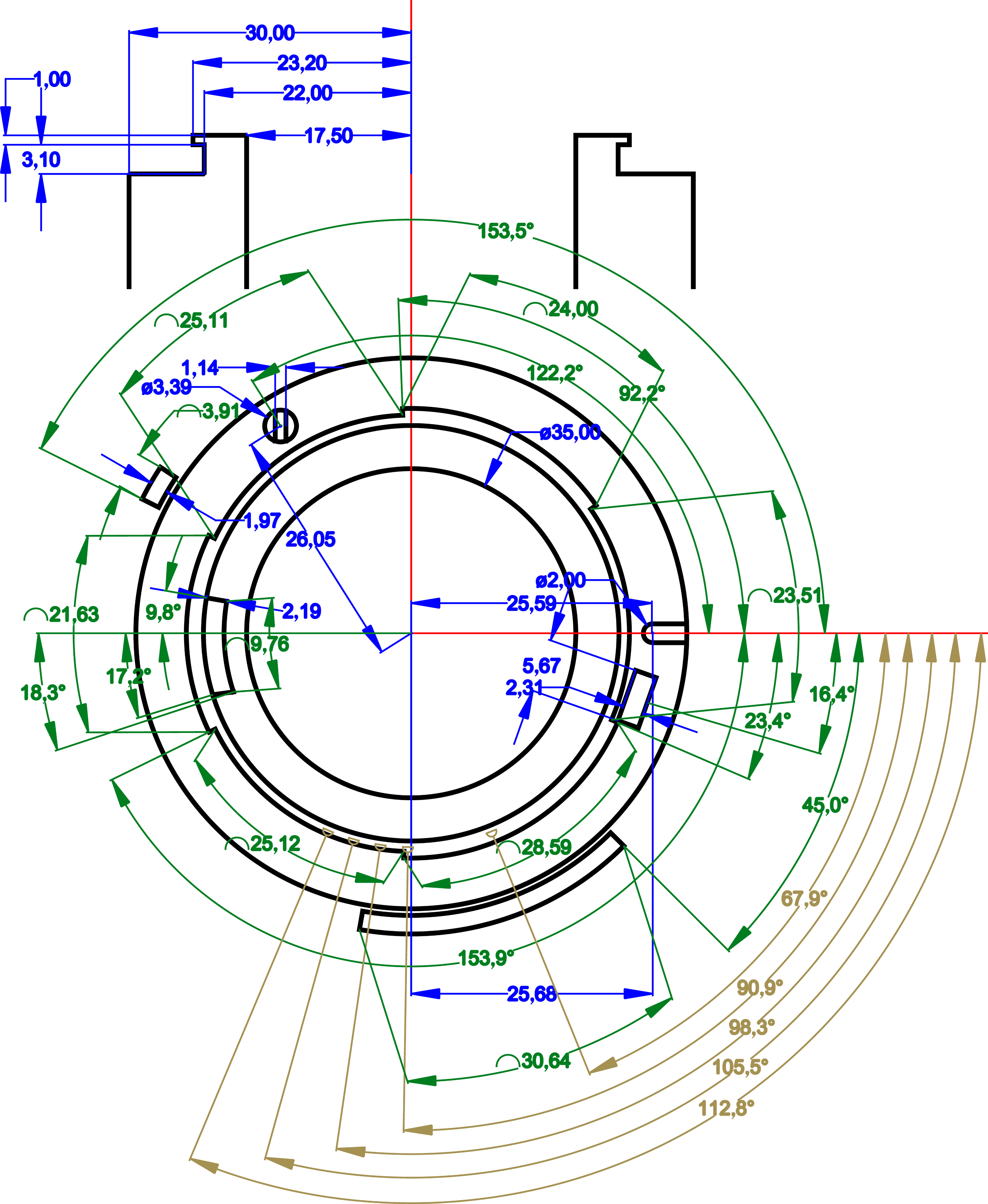
Medidas de la montura Nikon F.

## Círculo de imagen
Muchos objetivos de montura F cubren el área estándar de 36×24 mm del formato de 35 mm y el formato Nikon FX, mientras que los objetivos designados como DX cubren un área de 24×16 mm del formato Nikon DX, y los objetivos de montura F industriales tienen variaciones en el área que cubren. Los objetivos DX pueden producir viñeteado cuando se usan sobre película y cámaras FX. Sin embargo, los objetivos diseñados para cámaras de película funcionarán en cámaras Nikon digitales sin las limitaciones antes nombradas.

## Anillos de montaje y control
Al contrario de muchos otros montajes, los objetivos de montura F se colocan girándolos en sentido antihorario (mirando el frente del objetivo) y se quita girando en sentido horario. Casi todos los objetivos de montura F tienen controles de zum y enfoque que rotan en dirección horario (visto desde detrás de la cámara) para incrementar la longitud focal o la distancia focal, respectivamente. Esta convención es también usada por los objetivos de montura Pentax K y montura Sony A, pero es opuesta a la dirección normalmente usada por Canon.[cita requerida] Los objetivos de montura F tienen también anillos de apertura que normalmente giran en sentido horario para cerrar.

## Objetivos compatibles

### Nikkor

#### Designaciones
Nikon ha introducido varias designaciones propias para los objetivos Nikkor de montura F, reflejando variaciones en el diseño y desarrollo, tanto de los objetivos como de la montura F en sí misma. Hay también designaciones "no oficiales" usadas por los coleccionistas y vendedores para diferenciar objetivos similares.

##### Pre-autofoco

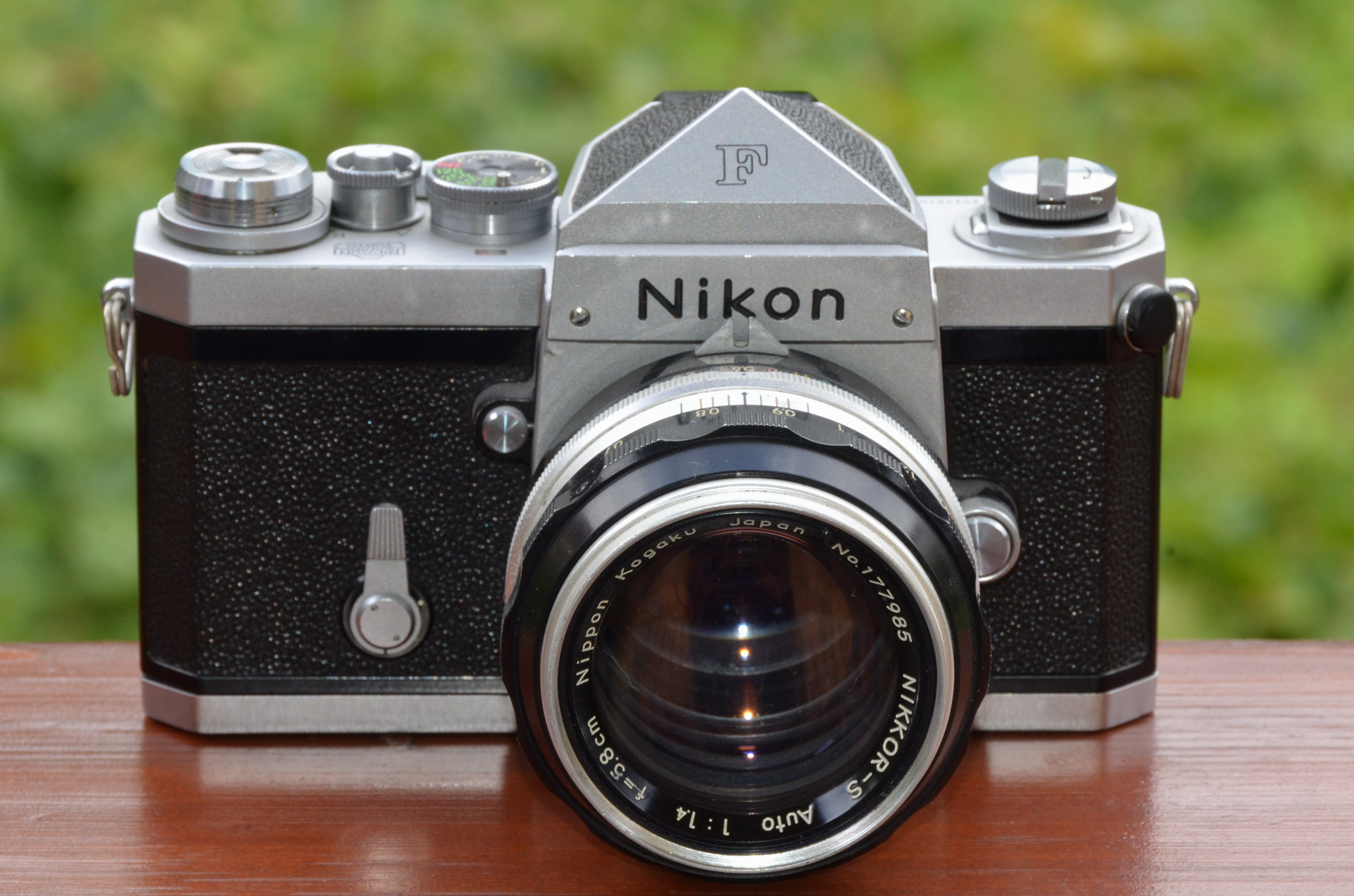
Cámara profesional SLR Nikon F con prisma y uno de los primeros objetivos NIKKOR-S Auto 1,4 f=5,8cm (1959)

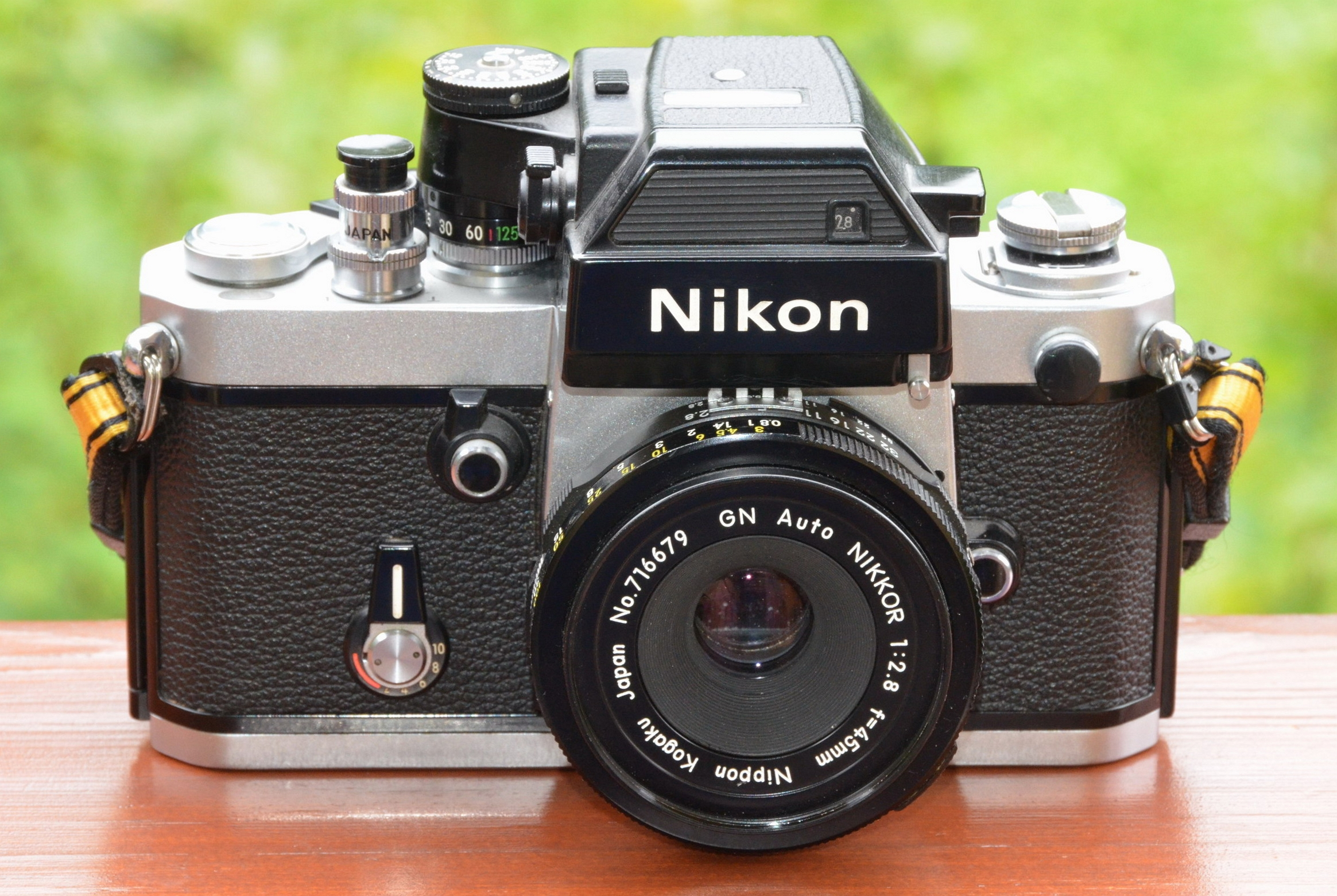
Cámara SLR profesional Nikon F2SB con objetivo GN Auto Nikkor 1:2,8 f=45mm AI.

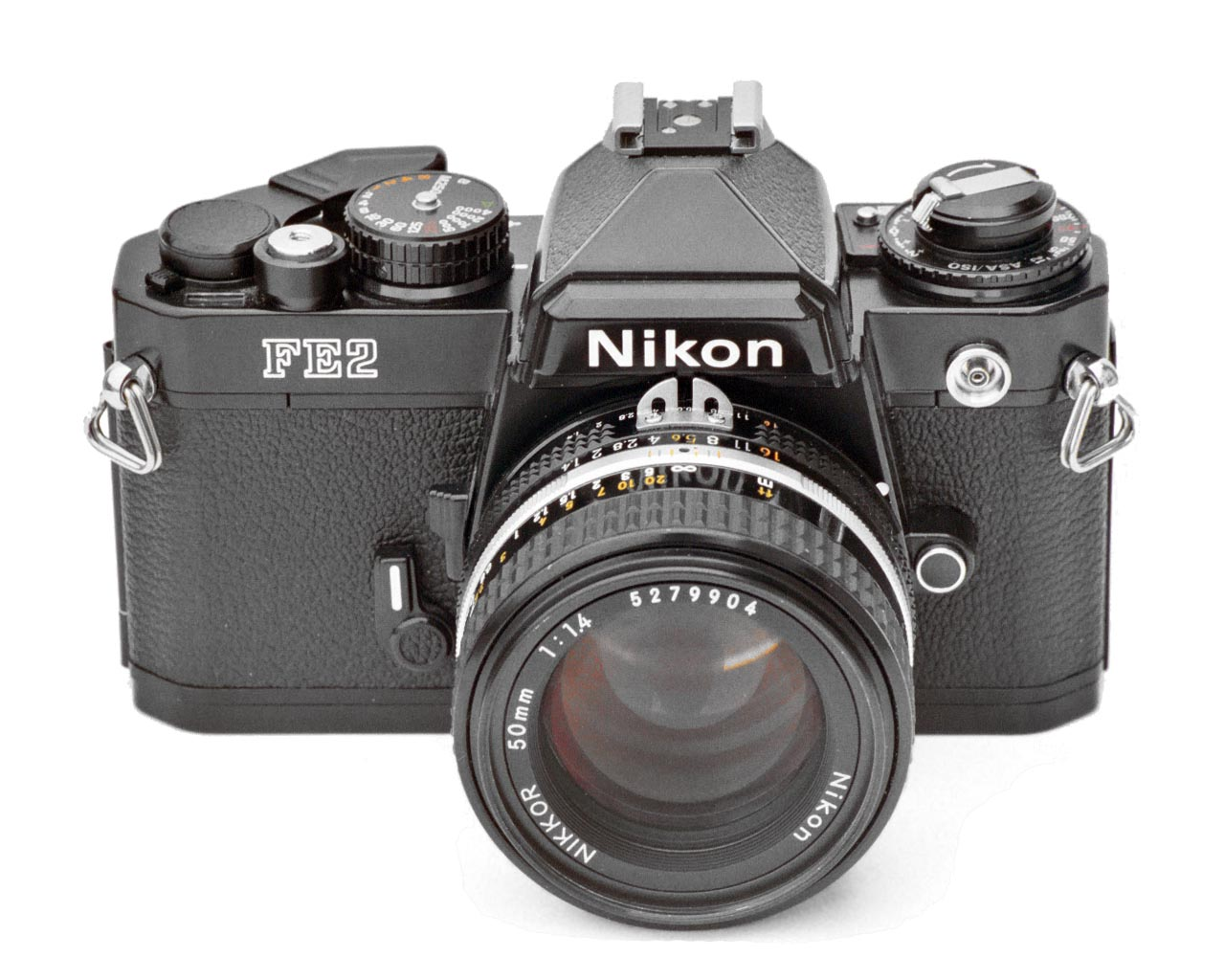
Un típico objetivo AI: Un Nikkor 50mm 1:1,4 mostrando el grabado "Nikon", el anillo de enfoque de goma, y un Meter Coupling Prong de nuevo estilo distinguible por sus secciones recortadas. El objetivo está colocado en una cámara Nikon FE2.

- A — Auto Nikkor (también, aunque no oficialmente, F, Pre-AI, No-AI o NAI) — Designación para la primera generación de objetivos con montura F, introducida en 1959. Todos los lentes tenían un solo recubrimiento, y enlace al exposímetro por medio de un pitón (conocido como Meter Coupling Prong) fijo al anillo del diafragma del objetivo. El exposímetro del Photomic T, a través del objetivo, introducido en 1965 trabajaba con máximo diafragma,  por lo que la máxima apertura del objetivo tenía que ser comunicada al exposímetro montando el objetivo con el anillo del diafragma en f/5,6, y luego girar el anillo a la mínima apertura del diafragma y luego a su máxima apertura (la necesidad de este paso fue eliminada con el sistema AI). Las primeras versiones estaban marcadas como "Nippon Kogaku Japan" y tenían su distancia focal expresada en centímetros, pero los modelos producidos después de alrededor de 1965 la tenían en millímetros. El grabado "Nippon Kogaku Japan" fue reemplazado por "Nikon" desde 1971 en adelante.

Cuidado: Montar un objetivo no-AI puede dañar una cámara Nikon moderna. Las cámaras AI que pueden usarse con objetivos no-AI incluyen a la Nikon F2A/F2AS con prismas Photomic A (DP-11) o AS (DP-12), Nikon (Nikkormat) EL2, así como también Nikon FM y FE. Adicionalmente, la Nikon Df, una DSLR introducida a fines de 2013, puede usar objetivos no-AI. Los objetivos A pueden convertirse a la especificación AI; ver los AI más abajo.
- T, Q, P, H, S, O, N, UD, QD, PD — Aparecen inmediatamente antes o después del nombre "Nikkor" en los objetivos tipo F (ver arriba), designando el número de elementos ópticos en el diseño. Son la abreviación para Tres (3), Quattuor (4), Penta (5), Hex (6), Septem (7), Octo (8), Novem (9), UnDecim (11), QuattuorDecim (14) y Penta-Decem (15).[3] Los términos Unus (1) y Bini (2) aparentemente se designaron, pero nunca se usaron. Los términos P=Penta, H=Hexa y PD=Penta-Decem (de raíz griega) fueron usados (en lugar de Quinque, Sex y QuinDecim) para evitar ambigüedades con Quattuor, Septem y QuattuorDecim. Este esquema de designación fue descartado con la introducción de los "modernos" (tipo K) Nikkors en 1974.

- Auto — Designación de los objetivos tipo F que indica un diafragma automático (apertura). No debe confundirse con exposición automática o autofoco; la designación dejó de usarse a principios del a década de 1970 y no se usó en los objetivos tipo K.

- C — Indica objetivos tipo F con lentes con varios recubrimientos. Aparecen con un punto medio después del número de elementos ópticos (en la forma "Nikkor-X·C"). Esta designación fue introducida en 1971 y discontinuada en 1974 con la introducción de los "modernos" Nikkor (tipo K), cuando el recubrimiento múltiple se volvió una práctica estándar.

- K — Nikkor "Modernos" o "Nuevos" introducidos en 1974. Mientras que eran compatibles con los Pre-AI, los objetivos tipo K introdujeron el aspecto que se usaría a partir de 1977 con los objetivos tipo AI (ver abajo). El festoneado de los anillos de enfoque fue reemplazado por insertos de goma, y se discontinuó el uso de las designaciones de número de elementos y recubrimiento. Se cree que la designación 'K' en sí misma proviene del japonés "konnichi-teki", que se puede traducir como "moderno" o "contemporáneo".

- AI — Enfoque manual con "Automatic Maximum-Aperture Indexing" (Índice de apertura máxima automático), introducida en 1977. El estándar AI agrega un Meter Coupling Ridge al anillo del diafragma, el cual codifica la apertura del diafragma con relación a su máxima apertura, y el Lens Speed Indexing Post en la brida de la montura, el cual codifica la apertura máxima en sí misma. El poste y el caballete acoplan el exposímetro de la cámara. Los objetivos designados AI-S, Serie E y AF incluyen todas estas características. Las actuales cámaras profesionales Nikon enlazan con el Meter Coupling Ridge, pero el Lens Speed Indexing Post es ignorado y en su lugar el valor de máxima apertura es seleccionado electrónicamente por el operador. Los objetivos designados AI también mejoran el Meter Coupling Prong original, añadiendo cortes que permiten entrar una mayor cantidad de luz ambiental al diafragma, incrementando la visibilidad en las cámaras que proyectan ópticamente la configuración en el interior del visor.

- AI'd — Designación no oficial para objetivos que son convertidos parcialmente (solo Meter Coupling Ridge) o completamente a partir de un no-AI o un AI. Esto se cumple reemplazando el diafragma y el enlace del exposímetro (usando un conjunto ya discontinuado producido por Nikon) o modificando las partes originales. Algunos técnicos de reparación de cámaras independientes continúan ofreciendo estas conversiones.

- AI-S — El sucesor del AI. La especificación AI-S agrega dos mejoras mecánicas (control de apertura estandarizada y el Focal Length Indexing Ridge) requeridas para la prioridad de obturador y otros modos de exposición de apertura automática de las cámaras Nikon FA, F-301/N2000, F-501/N2020 y F4. Cámaras posteriores no requieren estas características, y la operación con los objetivos AI y AI-S son idénticas. El término AI-S es ahora comúnmente usado para referirse a los objetivos de enfoque manual, y Nikon continúa produciendo 8 modelos de objetivos de distancia focal fija en su línea AI-S. Todos los objetivos Nikon AF con anillo de apertura (no-G) también cumplen con la especificación AI-S, excepto por carecer del Meter Coupling Prong (el cual puede ser agregado).

- - Standardized aperture control (Control de apertura estandarizada). Las levas de los objetivos AI y pre-AI estaban destinadas a cerrar el diafragma a su posición manual. El avance del control de la apertura por parte de la cámara en sí misma, actuando parcialmente en la leva, hizo necesaria más precisión para tener una exposición consistente. Esta característica es indicada por una muesca que indica el tipo de objetivo en la montura. A pesar de que cámaras de Nikon posteriores, como la F4, no podían controlar la apertura de los objetivos AI-S, controlaban la apertura de objetivos AF usando el mismo método de accionamiento de la leva y respuesta estandarizada.

- - Focal Length Indexing Ridge. Objetivos AI-S con una distancia focal de 135 mm o mayor se indican con una cresta en la montura del objetivo, usados por FA, F-501 y F4 para conectar el programa de autoexposición de alta velocidad parcial.

##### Comunicación de datos y electromecánica
- AF — La designación original del autofoco, indica que el enfoque se realiza por medio de un motor colocado en el cuerpo de la cámara. Todos los objetivos AF tienen integrado un CPU (microprocesador). Usado en la forma "AF Nikkor", no debe ser confundido con el objetivo original con autofoco para la cámara F3AF, el cual era designado como "AF-Nikkor" y es considerado un predecesor del objetivo AF-I.

- AF-D — Designación para el objetivo AF (como el de más arriba) con funcionalidad "D" (ver "D" más abajo).

- AF-I — Autofocus-Internal. Controlado por un motor CC sin núcleo. Usado solo en los objetivos telefoto grandes (300 mm f/2,8 a 600 mm f/4,0) a partir de 1992. Reemplazado con el AF-S en 1996.

- AF-S — Autofocus-Silent. Usa un "motor de onda silenciosa" (SWM, Silent Wave Motor) (motor ultrasónico) para enfocar en forma rápida y silenciosa. Es similar a la tecnología "USM" de Canon. Introducido en 1996.

- AF-P — Autofoco con motor paso a paso. Introducido en 2015. No debe confundirse con los viejos objetivos AI-P, "AI con Programa".

- AF-N — Indica la "Nueva" versión de un objetivo AF. El reemplazo del anillo de enfoque de plástico de los primeros objetivos AF por un nuevo anillo de enfoque con inserto de goma ("rubber inset focus ring", RIFR) a menudo es indicado por la designación AF-N.

- CPU — Central Processing Unit. El objetivo tiene contactos eléctricos para comunicación digital con la cámara. Todos los objetivos AF y AI-P son objetivos CPU. Algunas cámaras Nikon no profesionales requieren objetivos con CPU para mediciones. Esta designación aparece en las especificaciones pero no en el nombre del objetivo.

- D — Distancia. Indicado después del número f en el nombre, y denominado ocasionalmente como AF-D. El objetivo comunica la información de distancia de enfoque en forma electrónica, la cual es incorporada en los cálculos de exposición de la cámara en el modo 3D Matrix Metering, y también para la autoexposición de flash D-TTL y I-TTL. Todos los objetivos tipo AF-I, AF-S y G son también tipo D.

- E o PC-E — Diafragma electromagnético. La apertura del diafragma de un objetivo E es controlada digitalmente por la cámara, y actúa electromagnéticamente por medio de un sistema colocado dentro del objetivo, en lugar de emplear el enlace mecánico tradicional de la montura F. Actualmente, este sistema aparece solo en determinados objetivos de Control de Perspectiva, designados PC-E (con diseños que impiden una conexión mecánica), el  AF-S 800mm f/5,6E FL ED VR y el AF-S 400mm f/2,8E FL ED VR. La característica E solo es soportada por la cámara Nikon D3 y más nuevas. Los objetivos PC-E requieren que el diafragma sea operado en forma manual en otras cámaras. No debe ser confundido con los objetivos de Serie E.

- G — Designación para objetivos sin anillo de apertura, indicado después del número f en el nombre. Los objetivos G mantienen el enlace mecánico del diafragma de otros Nikkors, pero la apertura solo puede ser controlada por la cámara. Solo los cuerpos autofoco con comandos pueden controlar los objetivos G. Los cuerpos con autofoco más antiguos pueden trabajar con los objetivos F en modo prioridad de obturación y en modo programa con el diafragma completamente abierto.[4][5] Algunos de los objetivos G más nuevos poseen una junta de impermeabilización en la brida de montaje. El resto de las características son las mismas que las de los objetivos G.

- P o AI-P — "AI con Programa". Variante con CPU habilitada del AI-S. Incluye solo los objetivos Nikkor 45/2,8P, 500/4P and 1200-1700/5,6-8P. Los objetivos Zeiss ZF.2 y Voigtländer SL Ⅱ también son diseños AI-P, a pesar de que no están designados como tal. No debe ser confundido con los primeros objetivos marcados "Nikkor-P", es decir, un objetivo de 5 elementos (ver designaciones pre-enfoque automático más arriba).

##### Diseño óptico
- Aspherical — Lentes asféricas. También de uso híbrido: lentes asféricas delgadas en conjunto con lentes convencionales. Esta designación aparece en las especificaciones pero no en el nombre del objetivo.

- CRC — Close Range Correction (Corrección de rango cercano). Prestaciones mejoradas para enfocar a distancias cortas. Conseguido por medio de movimientos de enfoque interno que se mueven de forma diferente en relación con el movimiento de los otros elementos de enfoque. Esta designación aparece en las especificaciones pero no en el nombre del objetivo.

- DC — Defocus Control (Control de desenfoque). Los objetivos DC tienen un control seaprado para las aberraciones esféricas, las cuales afectan primariamente la apariencia de las áreas fuera de foco, también conocido como bokeh. En la posición extrema, los objetivos DC pueden generar un efecto de enfoque suave. Incluido solo en el AF DC-Nikkor 105mm f/2D y el AF DC-Nikkor 135mm f/2D.

- ED — "Extra-low Dispersion", Dispersión extra baja. Incorpora lentes para reducir la aberración cromática. Objetivos con elementos ED usualmente tienen un aro de oro alrededor del cuerpo del objetivo para indicar esta característica (aunque en algunos objetivos de gama baja se usa una lámina de oro en su lugar), y algunos objetivos más viejos también están marcados como "NIKKOR✻ED". Además de los lentes ED normales, en algunos objetivos usan lentes "Super ED".

- FL — Fluorita. Designa a los objetivos con una o más lentes construidas con fluorita en lugar de vidrio. Actualmente solo los poseen el AF-S 800mm f/5,6E FL ED VR, disponible desde 2013, y el AF-S 400mm f/2,8E FL ED VR, disponible desde 2014.

- GN — Número guía. Asiste en la exposición del flash en cámaras sin medición automática del flash. El número guía del flash es indicado en el objetivo, y la apertura es acoplada al aro de enfoque del objetivo para obtener la exposición correcta. El único objetivo GN, el GN Auto Nikkor supercompacto (que fue el segundo objetivo de montura F más pequeño jamás fabricado), fue fabricado desde fines de la década de 1969 y principios de la década de 1970.

- HRI —  Elementos con Alto Índice de refracción (High Refractive Index). Contiene lentes con un índice de refracción >2. Esta designación aparece en las especificaciones pero no en el nombre del objetivo.

- IF — Internal Focus. El enfoque es realizado por el movimiento del grupo de lentes interno, eliminando la extensión y rotación de los lentes frontales, permitiendo que el enfoque sea más rápido con un motor más pequeño. Los objetivos IF también permiten el uso de filtros polarizadores sin la necesidad de reajustarlo luego de enfocar.

- Micro — Los objetivos Micro-Nikkor son capaces de alcanzar factores de ampliación altos, típicamente 1:2 o 1:1, para macrofotografías. El primer objetivo Micro-Nikkor fueron creados para producir microfilmes de textos Kanji.[6]

- N — Indica Recubrimiento de Nano Cristal, un tipo relativamente nuevo de recubrimiento óptico desarrollado por la división semiconductores de Nikon. Los objetivos con este recubrimiento llevan el logo de una "N" dentro de hexágono alargado en la placa del nombre.

- NIC — Nikon Integrated Coating, recubrimiento integrado Nikon, un recubrimiento múltiple propietario. Aparece en las especificaciones pero no en el nombre del objetivo.

- PC — Control de Perspectiva. Objetivos con movimientos laterales (y también movimientos de inclinación en algunos modelos) para controlar la perspectiva y la profundidad de campo. Los objetivos PC más nuevos están designados como PC-E (ver designación E más arriba). No deben confundirse con los primeros objetivos marcados "Nikkor-P·C", que significa que tienen objetivos de 5 lentes recubiertos (ver designaciones pre-autofoco más arriba).

- PF — Fase Fresnel. Para contrarrestar aberraciones cromáticas.[7]

- Reflex — Designa un objetivo con sistema catadióptrico (espejo).

- RF — Enfoque posterior. Muy similar al enfoque interno. El enfoque se logra a través del movimiento de grupos de lentes traseros, eliminando la extensión y la rotación de la lente frontal, lo que permite realizar el enfoque rápidamente por un pequeño motor. Lentes de RF también permiten el uso de una filtros polarizadores sin la necesidad de reajustar después del enfoque.

- SIC —  Super Integrated Coating, super recubrimiento integrado, un recubrimiento múltiple propietario. Aparece en las especificaciones pero no en el nombre del objetivo.

- UV — Objetivo para imágenes de luz ultravioleta.

- VR — Vibration Reduction, reducción de  vibraciones. Usa el movimiento de un grupo óptico para reducir el efecto del movimiento de la cámara sobre la fotografía. Algunos objetivos VR también soportan el modo barrido, detección de movimiento horizontal del objetivo y minimizan solo las vibraciones verticales. La segunda generación de VR es denominada VR II, la cual ofrece otra ventaja sobre la VR original, pero los objetivos con esta característica se siguen denominando simplemente como "VR".

##### Líneas de productos alternativos
- DX — Objetivos diseñados para el formato Nikon DX, más pequeño. Puede aparecer el viñeteado si se usa en una cámara de formato de 35 mm o de formato Nikon FX en modo de cuadro completo, a pesar de que algunos modelos de objetivos DX cubren todo el cuadro 135 a distancias focales largas.

- IX — Objetivos diseñados para usar con la ahora desaparecida SLR Pronea APS. Estos objetivos tienen todos zum con autofoco. No son compatibles con cámaras fuera de las del sistema pronea a menos que se use el bloqueo de espejo[8]

- Serie E — Es una línea de objetivos de bajo costo fabricados durante los años 1980 para las cámaras de aficionados de Nikon. Sacrificaban algo de la calidad de construcción y empleaban elementos ópticos más sencillos. Los primeros objetivos de la Serie E estaban construidos con la especificación AI. Los objetivos posteriores de la Serie E fueron actualizados a la especificación AI-S, y son identificables por un aro de metal en el cuerpo. Ninguno de esta familia tuvieron la marca Nikkor, llevando en su lugar el texto "Nikon Lens Series E".

##### Esotéricos
- Bellows (Fuelle) — Objetivos diseñados exclusivamente para usar en cámaras con fuelle, principalmente para macrofotografía. Son también llamados montaje corto. Ya que algunos fuelles de Nikon tienen capacidad para subir y bajar el objetivo, permiten utilizar una limitada variedad de objetivos como objetivos PC (ver Diseño Óptico más arriba).

- Medical (Médico) — Designación de Nikkor para un objetivo macro con un aro con sistema luz estroboscópica, diseñado para aplicaciones clínicas y científicas.

- Noct (Nocturno) — Objetivos de baja luz especialmente "Nocturnos", diseñados para máxima nitidez para la más amplia apertura de diafragma. El nombre ha sido aplicado solo al Noct-Nikkor 58mm f/1,2.

- OP — Orthographic Projection (Proyección ortográfica). Objetivo ojo de pescado que produce una imagen que mantiene el mismo brillo en la imagen como en el objeto, sin oscurecimiento de los bordes.[3]

- UW — Objetivos sumergibles. Producidos para los sistemas Nikonos.

#### Objetivos de enfoque manual

##### Objetivo de distancia focal fija

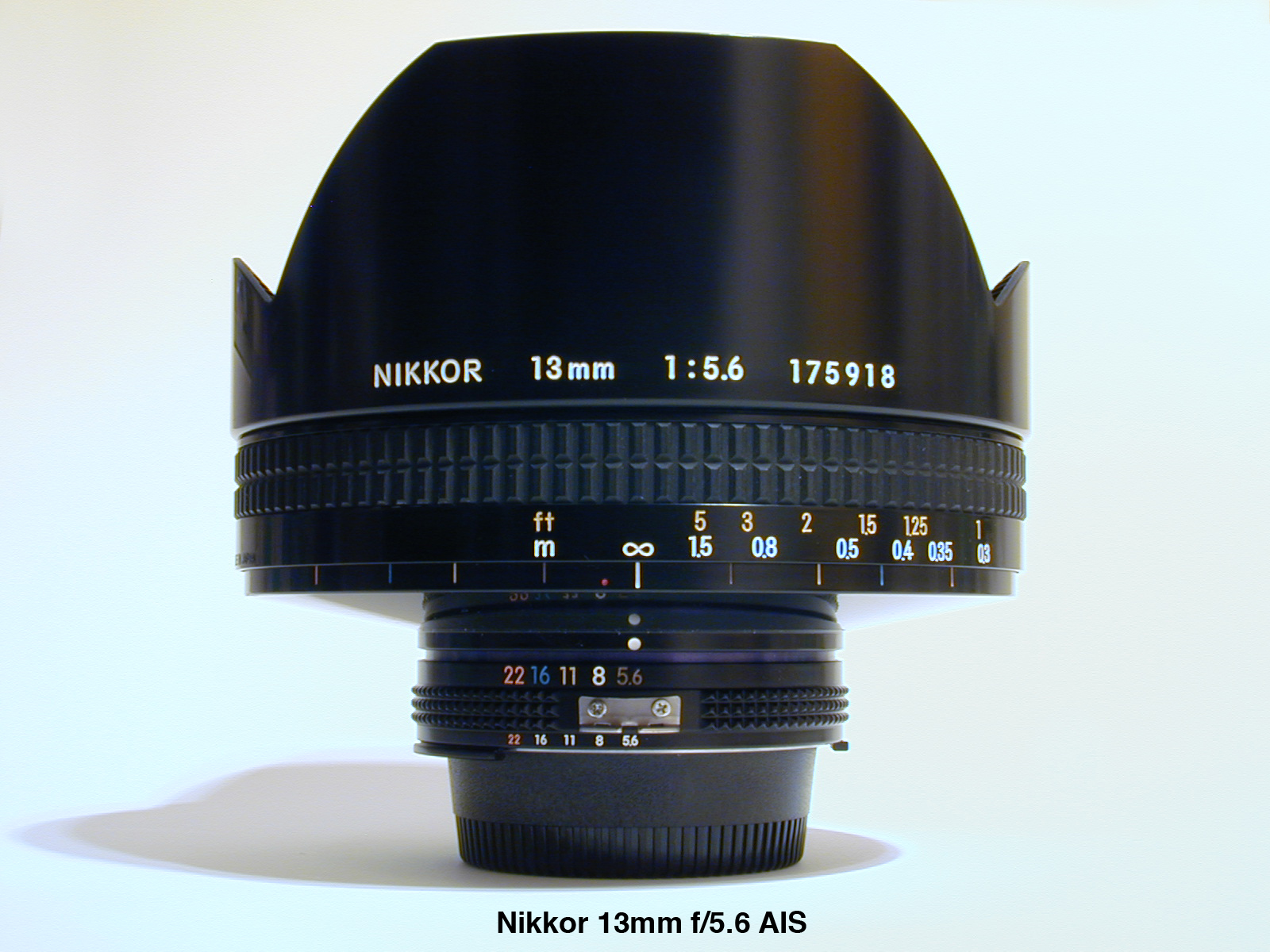
13mm f/5,6 AI-S

- 6 mm f/2,8 Ojo de pez circular (220°)
- 6 mm f/5,6 Ojo de pez circular (220°) (requiere bloqueo de espejo)
- 7,5 mm f/5,6 Ojo de pez circular (requiere bloqueo de espejo)
- 8 mm f/2,8 Ojo de pez circular
- 8 mm f/8,0 Ojo de pez circular (requiere bloqueo de espejo)
- 10 mm f/5,6 OP Ojo de pez circular (requiere bloqueo de espejo)
- 13 mm f/5,6
- 15 mm f/3,5
- 15 mm f/5,6
- 16 mm f/2,8 Ojo de pez de cuadro completo (180°)
- 16 mm f/3,5 Ojo de pez de cuadro completo (170°)
- 18 mm f/4,0
- 18 mm f/3,5

- 20 mm f/2,8
- 20 mm f/3,5 UD
- 20 mm f/3,5
- 20 mm f/4,0

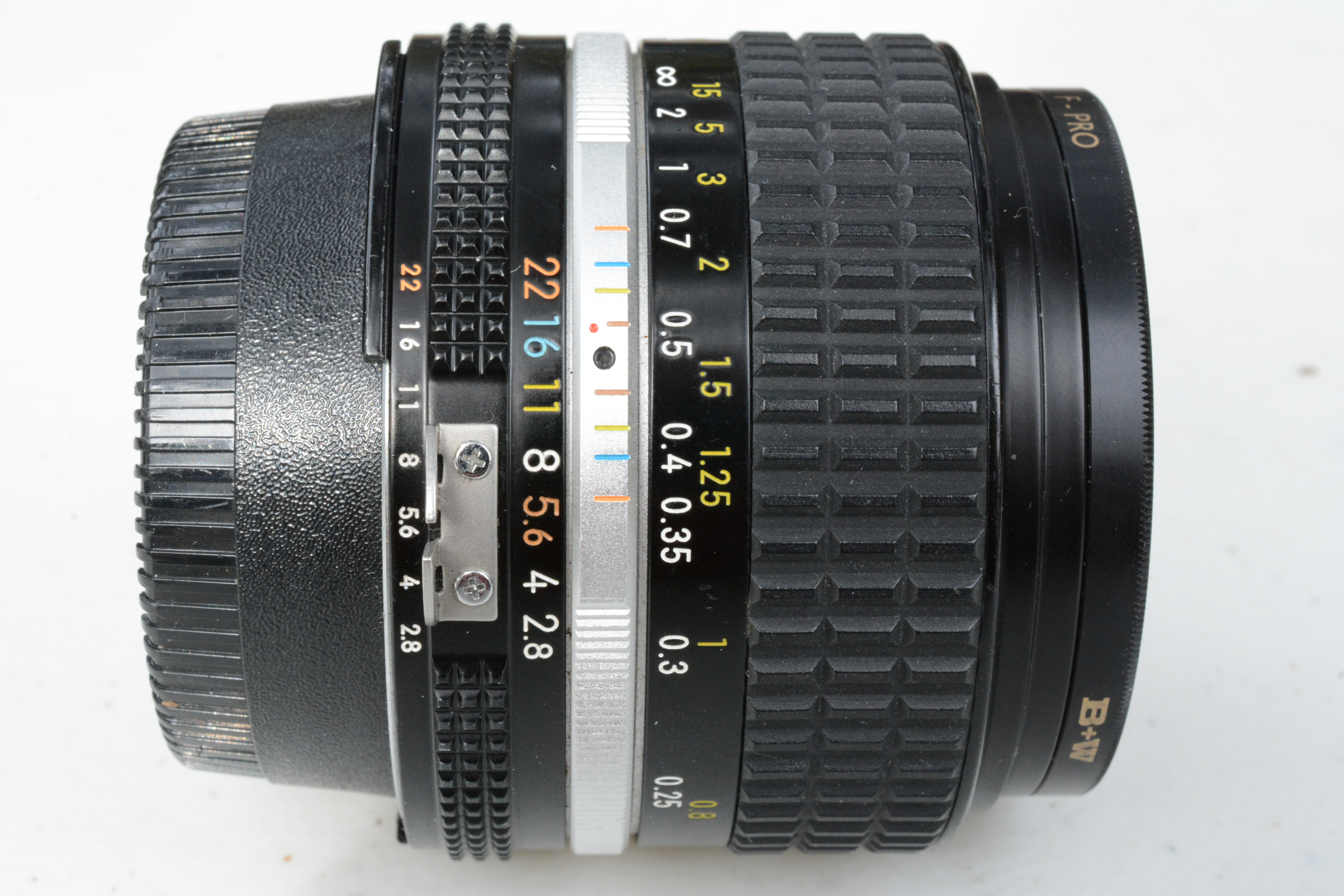
Objetivo de enfoque manual Nikon 28mm f/2,8

- 21 mm f/4,0 (requiere bloqueo de espejo)
- 24 mm f/2,0
- 24 mm f/2,8
- 28 mm f/2,0
- 28 mm f/2,8
- 28 mm f/3,5

- 35 mm f/1,4
- 35 mm f/1,8
- 35 mm f/2,0
- 35 mm f/2,8
- 45 mm f/2,8 GN
- 45 mm f/2,8 P
- 50 mm f/1,2
- 50 mm f/1,4
- 50 mm f/1,8
- 50 mm f/2,0
- 55 mm f/1,2

- 58 mm f/1,2 Noct
- 58 mm f/1,4
- 85 mm f/1,4
- 85 mm f/1,8
- 85 mm f/2,0
- 105 mm f/1,8
- 105 mm f/2,5
- 105 mm f/4,0 (pre-set)
- 120 mm f/4,0 IF Medical

- 135 mm f/2,0
- 135 mm f/2,8
- 135 mm f/3,5

- 180 mm f/2,8 ED
- 200 mm f/2,0 ED-IF
- 200 mm f/4,0 Q
- 200 mm f/4,0

- 200 mm f/5,6 Medical
- 300 mm f/2,0 ED-IF
- 300 mm f/2,8 ED (pre-set)
- 300 mm f/2,8 ED-IF
- 300 mm f/4,5 P
- 300 mm f/4,5 H
- 300 mm f/4,5 ED
- 300 mm f/4,5 ED-IF
- 400 mm f/2,8 ED-IF
- 400 mm f/3,5 ED-IF

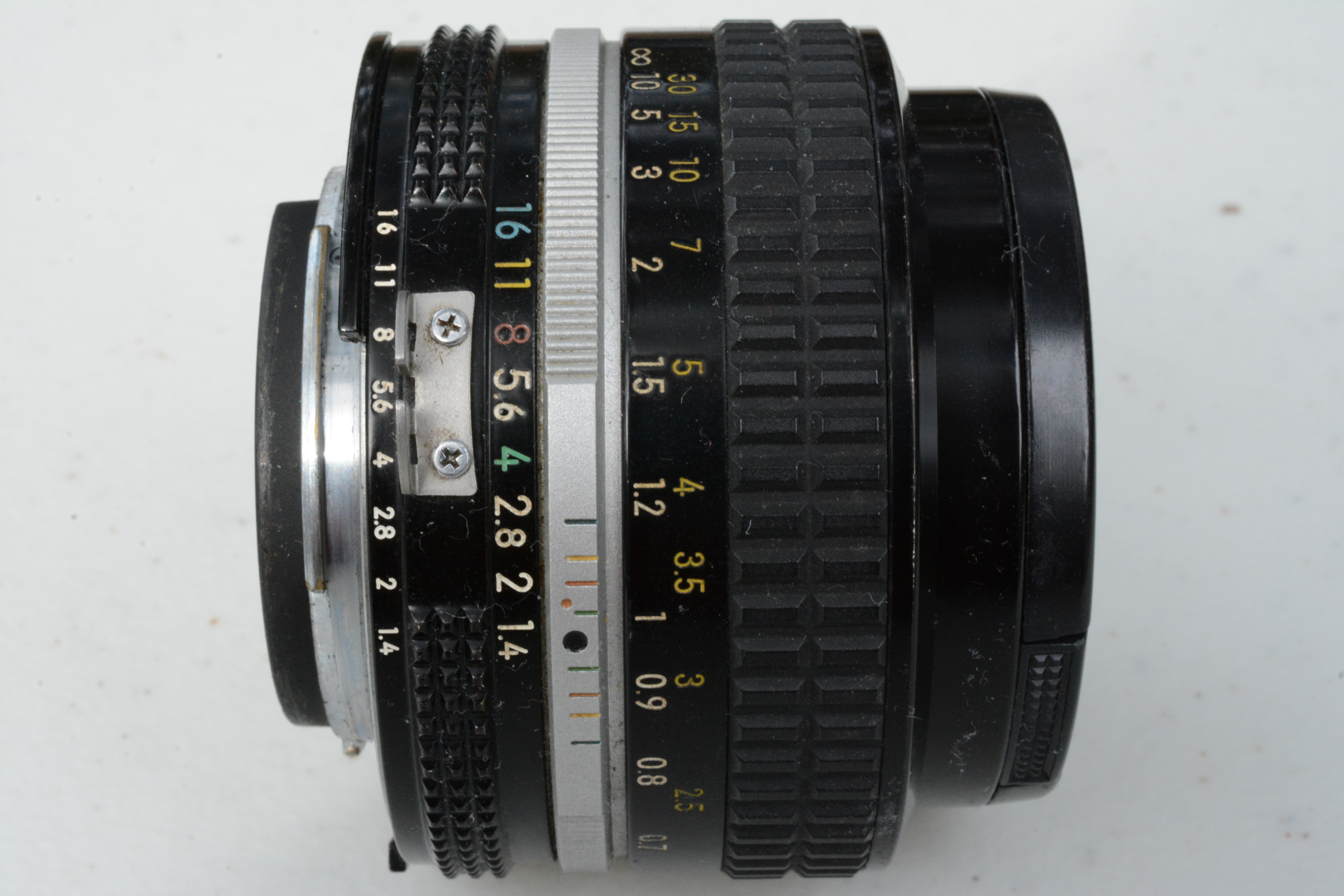
Objetivo de enfoque manual Nikon 50mm f/1,4

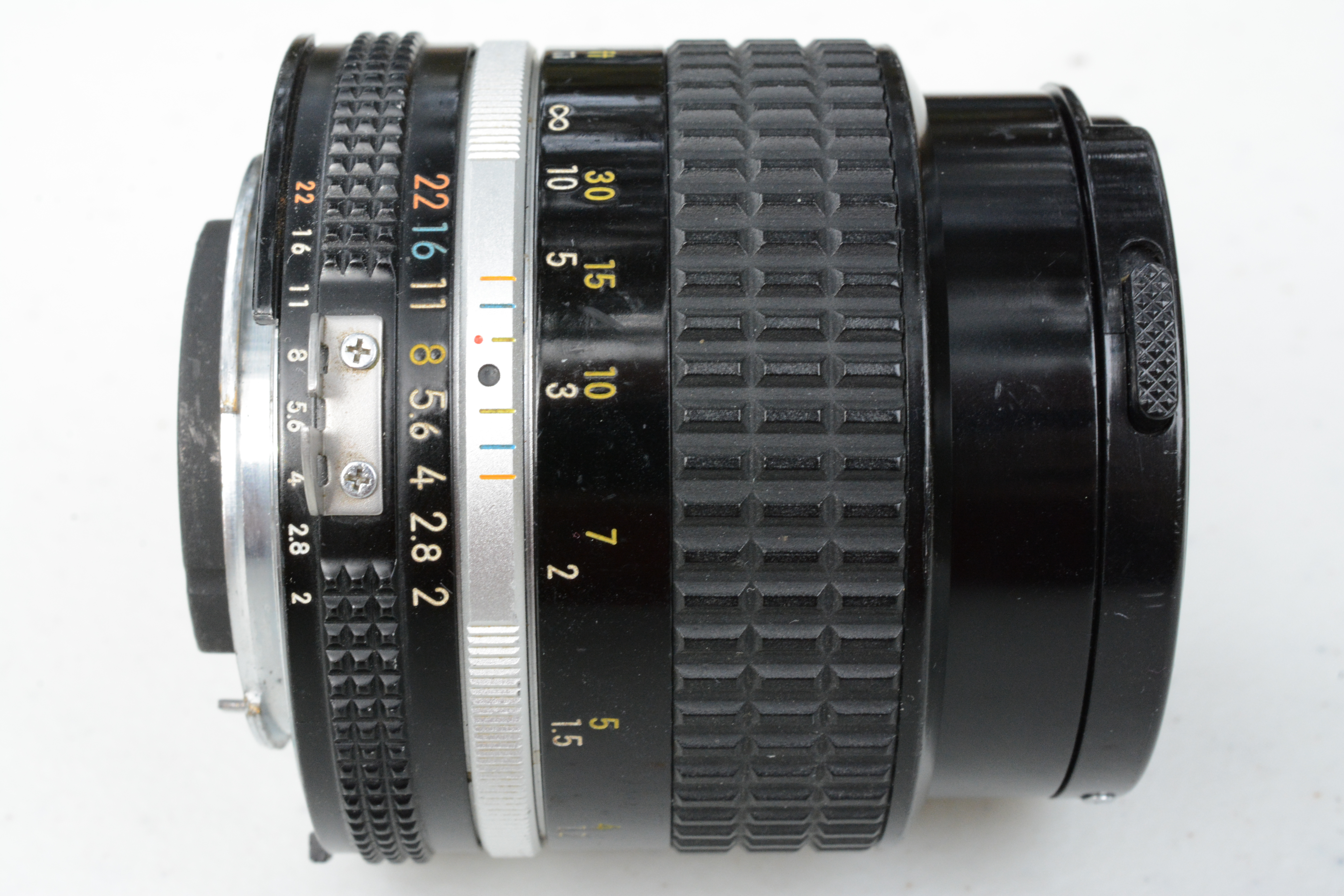
Objetivo Nikon 85mm f/2 de enfoque manual

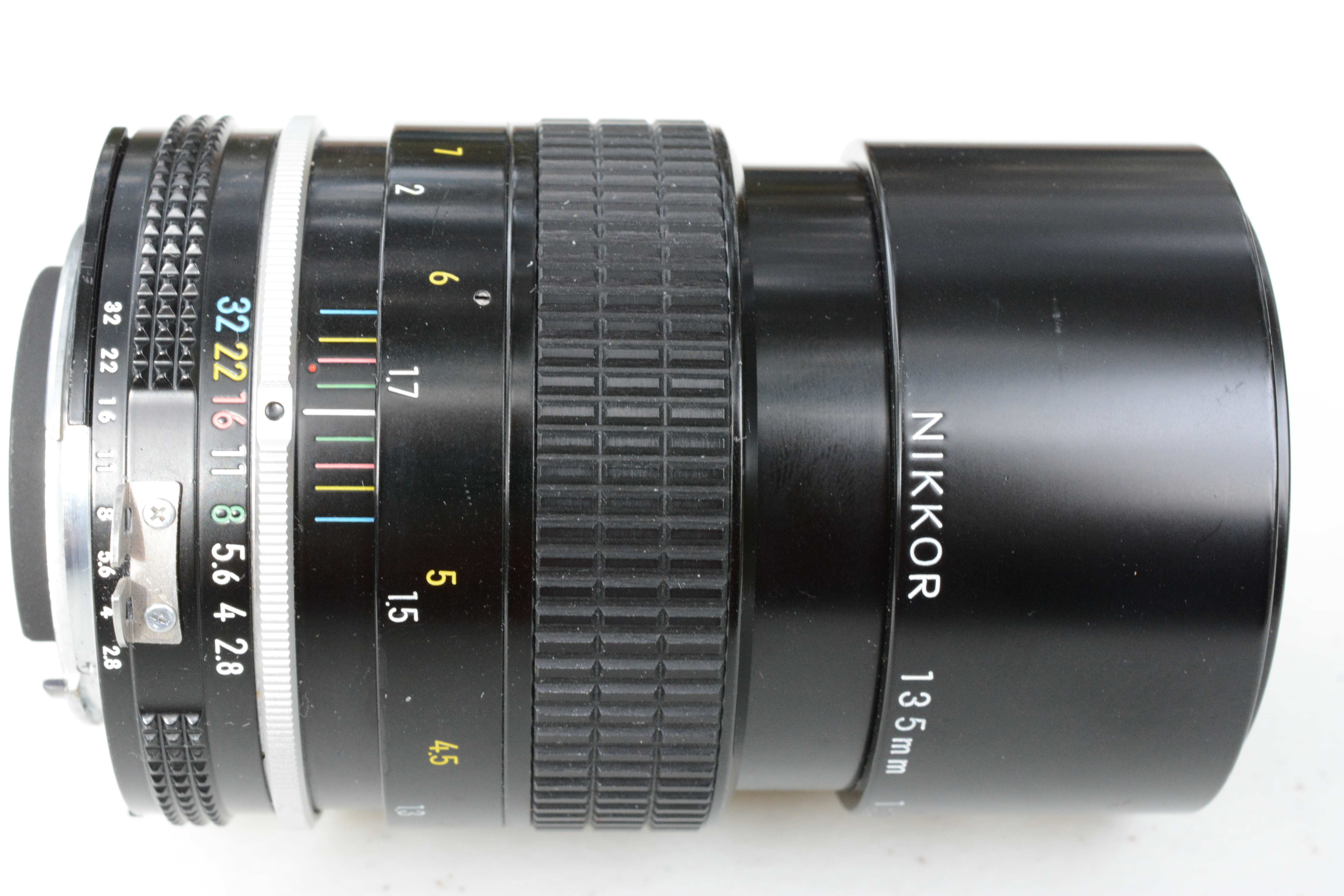
Objetivo Nikon 135mm f/2,8 de enfoque manual

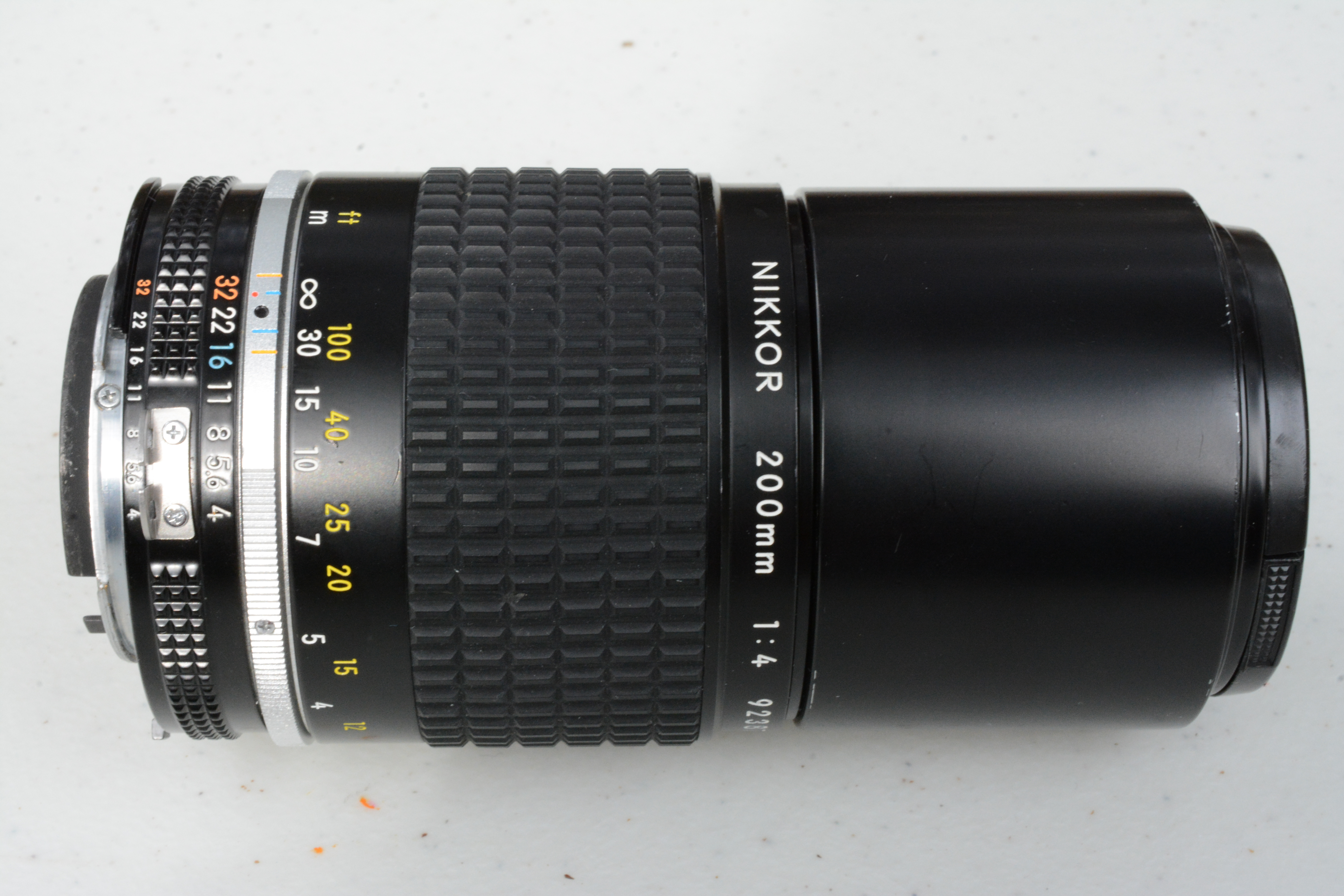
Objetivo Nikon 200mm f/4 de enfoque manual

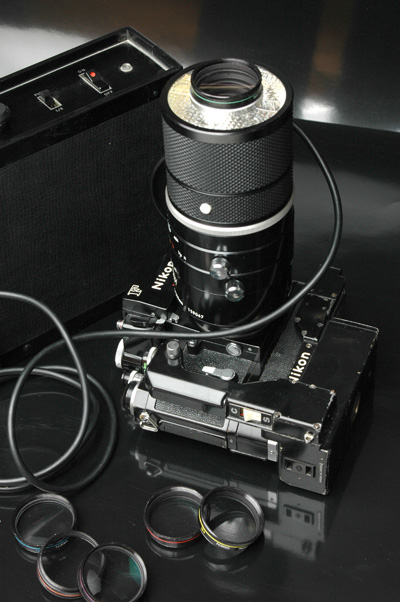
Nikkor 200 mm f/5,6 Medical, montado en una Nikon F con motor de alta velocidad.

- 400 mm f/4,5 (lens head; requiere unidad de enfoque CU-1 o AU-1)
- 400 mm f/5,6 ED
- 400 mm f/5,6 ED-IF
- 500 mm f/4,0 P ED-IF
- 500 mm f/5,0 Reflex
- 500 mm f/8,0 Reflex
- 600 mm f/4,0 ED-IF
- 600 mm f/5,6 (lens head;  requiere unidad de enfoque CU-1 o AU-1)
- 600 mm f/5,6 ED (lens head;  requiere unidad de enfoque CU-1 o AU-1)
- 600 mm f/5,6 ED-IF
- 800 mm f/5,6 ED-IF
- 800 mm f/8,0 (lens head;  requiere unidad de enfoque CU-1 o AU-1)
- 800 mm f/8,0 ED (lens head;  requiere unidad de enfoque CU-1 o AU-1)
- 800 mm f/8,0 ED-IF
- 1000 mm f/6,3 Reflex
- 1000 mm f/11,0 Reflex
- 1200 mm f/11,0 (lens head;  requiere unidad de enfoque CU-1 o AU-1)
- 1200 mm f/11,0 ED (lens head;  requiere unidad de enfoque CU-1 o AU-1)
- 1200 mm f/11,0 ED-IF
- 2000 mm f/11,0 Reflex

Macro
- 45 mm f/2,8 ED PC-E Micro
- 55 mm f/2,8 Micro
- 55 mm f/3,5 Micro
- 55 mm f/4,0 UV Micro (solo prototipo)

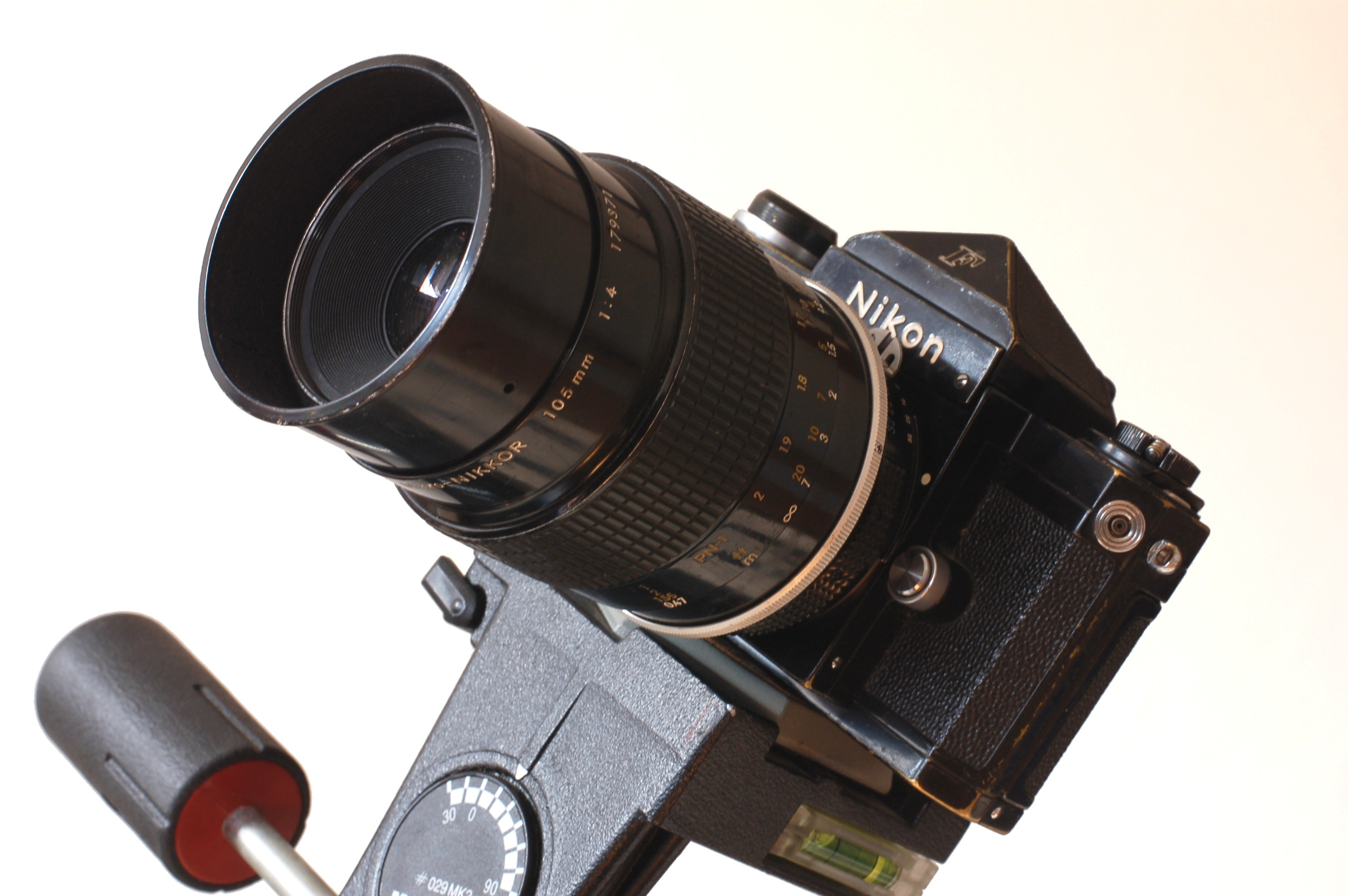
Nikon F con un Nikkor 105 mm f/4 Micro.

- 85 mm f/2,8D PC Micro
- 85 mm f/2,8D PC-E Micro
- 105 mm f/4,5 UV Micro
- 105 mm f/4,0 (objetivo de fuelle)
- 105 mm f/4,0 Micro
- 105 mm f/2,8 Micro
- 135 mm f/4,0 (objetivo de fuelle)
- 200 mm f/4,0 IF Micro
- 200 mm f/4,0D ED-IF AF Micro

###### Objetivos Serie E

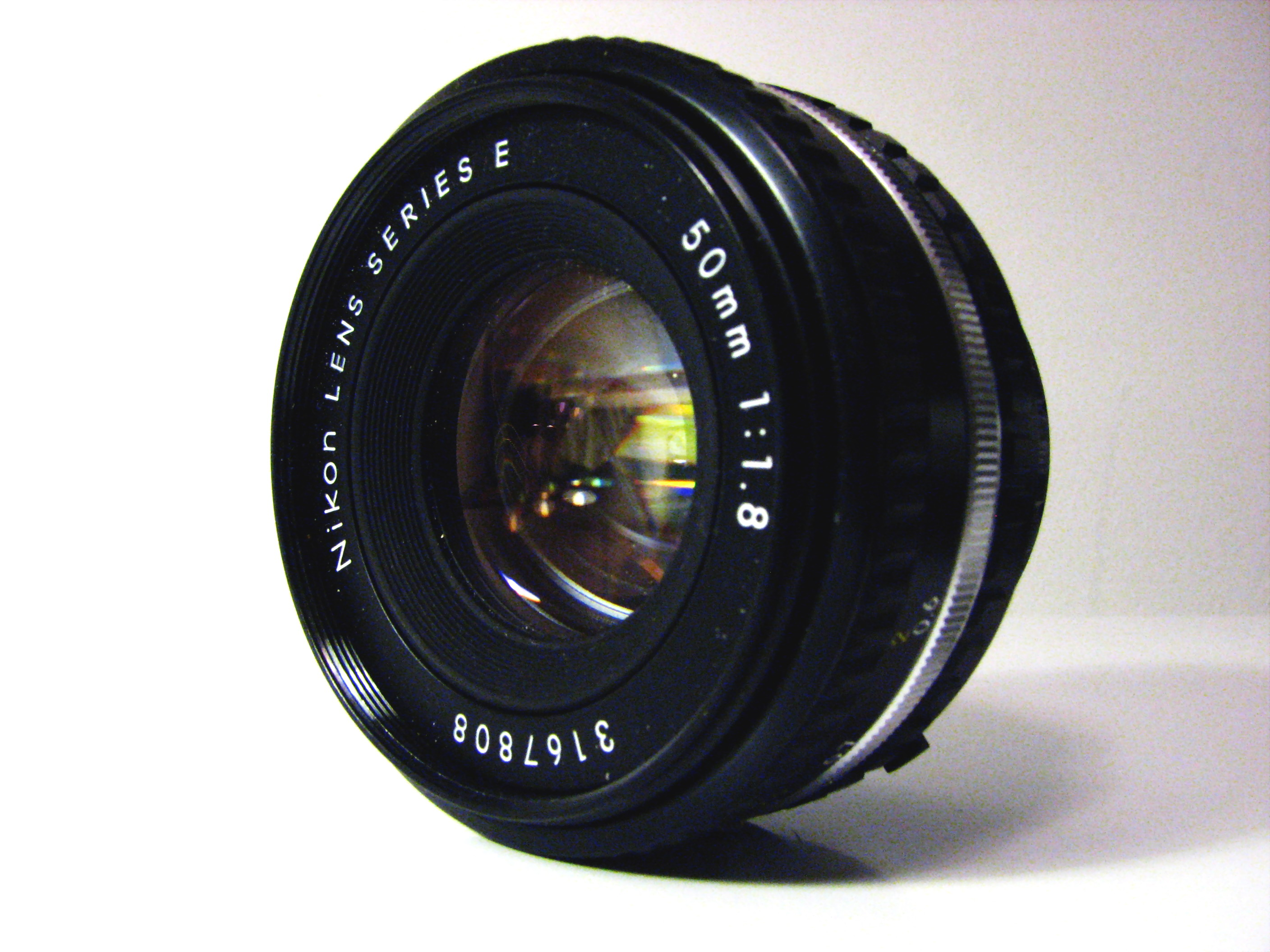
Objetivo Nikon Serie E 50mm f/1,8

- 28 mm f/2,8
- 35 mm f/2,5
- 50 mm f/1,8
- 100 mm f/2,8
- 135 mm f/2,8
- 36–72 mm f/3,5
- 70–210 mm f/4,0
- 75–150 mm f/3,5

##### Objetivos con Control de Perspectiva (PC)

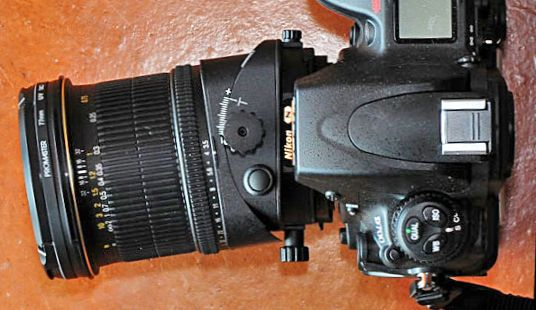
El objetivo PC-E Nikkor 24mm f/3,5D ED de 2008 agrega la función de inclinación lateral a la tradicional función de desplazamiento vertical de Nikon.

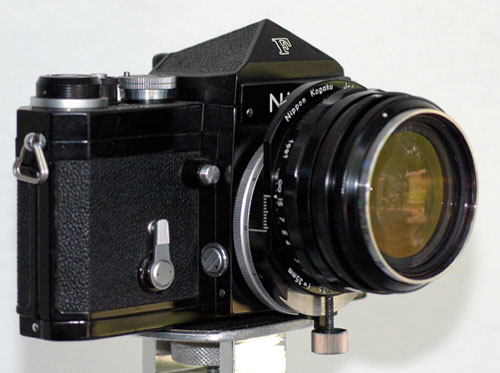
El 35mm f/3,5 PC-Nikkor, introducido en 1961. Nótese la pequeña separación entre la sección desplazable del objetivo y el cuerpo de la cámara. El objetivo no puede montarse en cámaras posteriores que tienen el pentaprisma sobresaliendo hacia adelante.

Los objetivos Nikon PC, al igual que otros objetivos con control de perspectiva, ofrecen ajustes que duplican determinados movimientos de las cámaras de fuelle. Los objetivos PC de 28mm y 35mm soportan desplazamientos verticales del cuerpo del objetivo en relación con el plano de la película o del sensor, mientras que los objetivos PC-E de 24mm, 45mm y 85mm PC-E también permiten girar el cuerpo del objetivo hacia los costados.
Actualmente Nikon ofrece cuatro diferentes objetivos PC: los tres Nikkor PC-E (2008), y el Nikkor PC de 85mm (1999). Los objetivos "Micro" de 45mm y 85mm ofrecen enfoque cercano (magnificación de 0,5) para macrofotografía. Los objetivos PC-E (la "E" designa un diafragma electromagnético) ofrece control de apertura automática con las cámaras D3, D3S, D3X, D700, D300, D300S, D600, D800, D4, D7000, D7100, D610, D4S, D810 y D750. Con los primeros modelos de cámara, un objetivo PC-E trabaja igual que uno PC. El objetivo Nikkor PC Micro 85mm f/2,8D ofrece solo control de apertura predefinida, accionado mecánicamente.

###### Historia
En julio de 1962, Nikon lanzó el primer objetivo disponible con control de perspectiva intercambiable para una cámara SLR, el Nikkor PC 35mm f/3,5. Fue seguido en 1968 por un rediseñado Nikkor 35mm f/2,8 PC en el cual la parte desplazable del objetivo estaba adelantada con respecto al cuerpo de la cámara, para dar lugar a los nuevos medidores "Photomic". El último rediseño óptico de este objetivo de 35mm fue lanzado en 1980.
El Nikkor 35mm PC no cumple con la necesidad de los fotógrafos de un objetivo de gran angular, por lo que en julio de 1975 Nikon lanzó el Nikkor 28mm f/4 PC. En febrero de 1981 Nikon lanzó una versión mejorada de este objetivo, el 28mm Nikkor f/3,5 PC, con un nuevo diseño óptico. Fue el último Nikkor PC totalmente manual en ser comercializado.

###### Especificaciones
| Objetivo                            | Salida- mercado | Rango de apertura | Element./ Grupos | Foco     | Stop-Down   | Rotación / Clic | Max. Despl./Giro | Palanca  | Peso | Tamaño (Diámetro × Largo) | Rosca de filtro | Foto                      |
| ----------------------------------- | --------------- | ----------------- | ---------------- | -------- | ----------- | --------------- | ---------------- | -------- | ---- | ------------------------- | --------------- | ------------------------- |
| Nikkor PC-E 24mm f/3,5D ED          | 2008            | f/3,5–f/32        | 13/10            | 0,21m–∞  | electrónico | 90° R/L / 30°   | 11,5mm/8,5°      | metal    | 730g | 82,5mm × 108mm            | 77mm            |                           |
| Nikkor PC 28mm f/4                  | 1975            | f/4–f/22          | 10/8             | 0,3m–∞   | manual      | 360°/30°        | 11mm/no          | metal    | 410g | 78mm × 68mm               | 72mm            |                           |
| Nikkor PC 28mm f/3,5                | 1981            | f/3,5–f/22        | 9/8              | 0,3m–∞   | manual      | 360°/30°        | 11mm/no          | metal    | 382g | 78mm × 69mm               | 72mm            |                           |
| Nikkor PC 35mm f/3,5                | 1961            | f/3,5–f/32        | 6/6              | 0,3m–∞   | manual      | 360°/30°        | 11mm/no          | metal    | 290g | 70mm × 52mm               | 52mm            |                           |
| Nikkor PC 35mm f/2,8                | 1968            | f/2,8–f/32        | 8/7              | 0,3m–∞   | manual      | 360°/30°        | 11mm/no          | metal    | 330g | 70mm × 66,5mm             | 52mm            |                           |
| Nikkor PC 35mm f/2,8                | 1980            | f/2,8–f/32        | 7/7              | 0,3m–∞   | manual      | 360°/30°        | 11mm/no          | plástico | 320g | 62mm × 66,5mm             | 52mm            | Archivo:New-35mm-left.jpg |
| Nikkor PC 45 mm f/2,8D ED           | 2008            | f/2,8–f/32        | 9/8              | 0,253m–∞ | electrónico | 90° R/L / 30°   | 11,5mm/8,5°      | metal    | 740g | 82mm x 112mm              | 77mm            |                           |
| Nikkor PC* Micro 85 mm f/2,8D Micro | 1999            |                   |                  |          | manual      |                 |                  |          |      |                           |                 |                           |
| Nikkor PC-E 85 mm f/2,8D Micro      | 2008            |                   |                  |          | electrónico |                 |                  |          |      |                           |                 |                           |

##### Objetivoszumde enfoque manual
- 25–50 mm f/4,0
- 28–45 mm f/4,5
- 28–50 mm f/3,5 Macro
- 28–85 mm f/3,5-4,5 Macro
- 35–70 mm f/3,5
- 35–70 mm f/3,5 Macro
- 35–70 mm f/3,3-4,5
- 35–70 mm f/3,5-4,8
- 35–85 mm f/2,8-4,0 (solo prototipo)

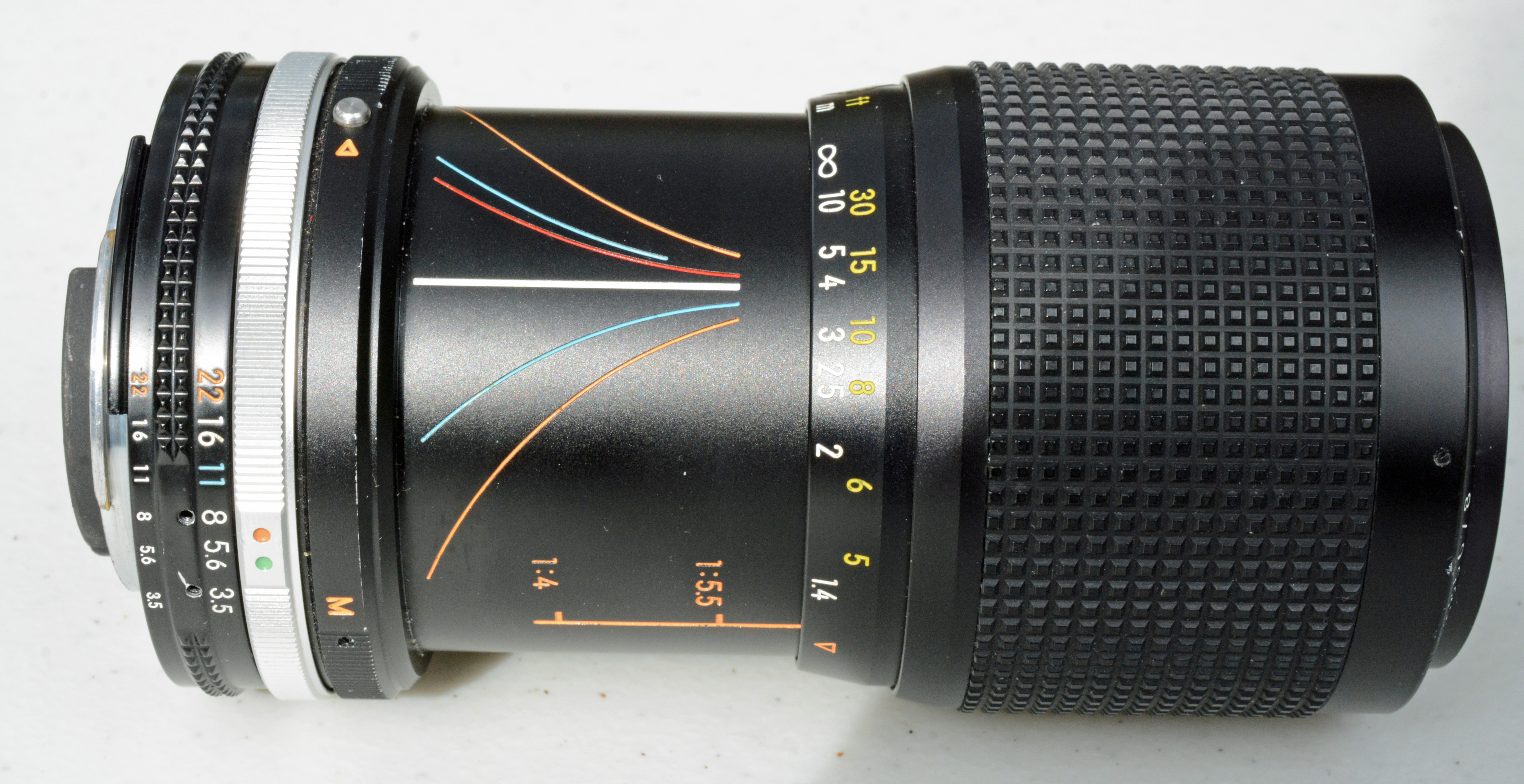
Objetivo zum Nikon 35-105 mm micro de desplazamiento lineal, enfoque manual

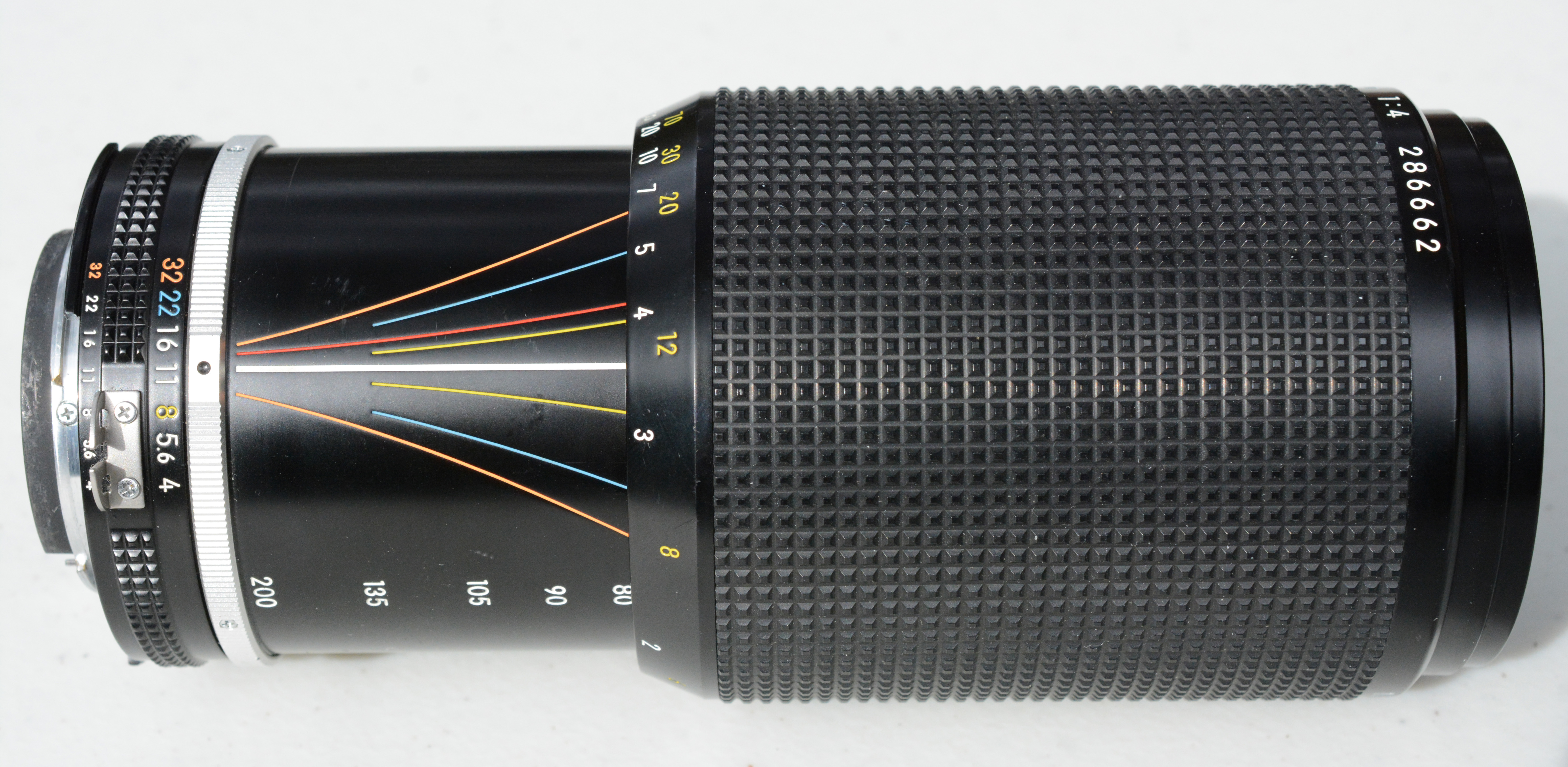
Objetivo zum Nikon 80-200 mm f/4 de desplazamiento lineal

- 35–105 mm f/3,5-4,5 Macro
- 35–135 mm f/3,5-4,5
- 35–200 mm f/3,5-4,5 Macro
- 43–86 mm f/3,5
- 50–135 mm f/3,5 Macro
- 50–300 mm f/4,5
- 50–300 mm f/4,5 ED
- 70–210 mm f/4,5-5,6

- 80–200 mm f/2,8 ED
- 80–200 mm f/4,0
- 80–200 mm f/4,5
- 85–250 mm f/4,0-4,5
- 100–300 mm f/5,6 Macro
- 180–600 mm f/8,0 ED
- 200–400 mm f/4,0 ED
- 200–600 mm f/9,5
- 360–1200 mm f/11,0 ED
- 1200–1700 mm f/5,6-8,0 P ED-IF

#### Objetivos conenfoque automático

##### Objetivos de distancia focal fijacon enfoque automático

###### Focales fijos formato FX
- 14 mm f/1,4D ED AF
- 14 mm f/2,8D ED AF
- 16 mm f/2,8D AF Ojo de pescado
- 18 mm f/2,8D AF
- 20 mm f/1,8G ED AF-S N
- 20 mm f/2,8 AF
- 20 mm f/2,8D AF
- 24 mm f/1,4G ED AF-S N
- 24 mm f/2,8 AF
- 24 mm f/2,8D AF
- 28 mm f/1,4D AF Aspherical
- 28 mm f/1,8G AF-S N
- 28 mm f/2,8 AF
- 28 mm f/2,8D AF

- 35 mm f/1,4G AF-S N
- 35 mm f/1,8G ED AF-S
- 35 mm f/2,0 AF
- 35 mm f/2,0D AF
- 50 mm f/1,4 AF
- 50 mm f/1,4D AF
- 50 mm f/1,8 AF
- 50 mm f/1,8D AF
- 50 mm f/1,4G AF-S
- 50 mm f/1,8G AF-S
- 58 mm f/1,4G AF-S N
- 80 mm f/2,8 AF (para la F3AF)
- 85 mm f/1,4D AF
- 85 mm f/1,4G AF-S N
- 85 mm f/1,8 AF
- 85 mm f/1,8D AF
- 85 mm f/1,8G AF-S
- 105 mm f/2,0D AF DC
- 135 mm f/2,0 AF DC
- 135 mm f/2,0D AF DC
- 180 mm f/2,8 ED-IF AF
- 180 mm f/2,8D ED-IF AF

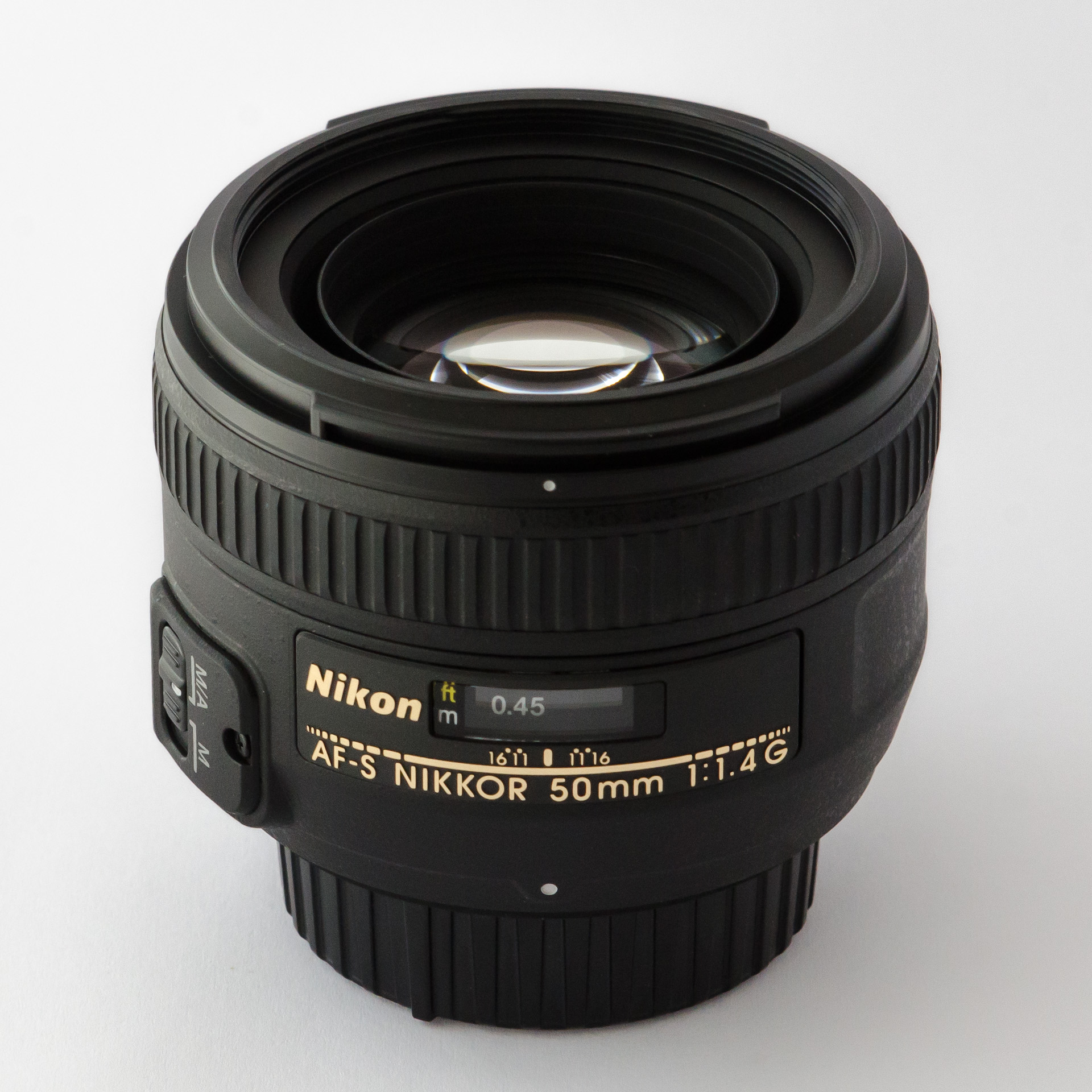
Objetivo Nikkor 50 mm f/1,4G AF-S

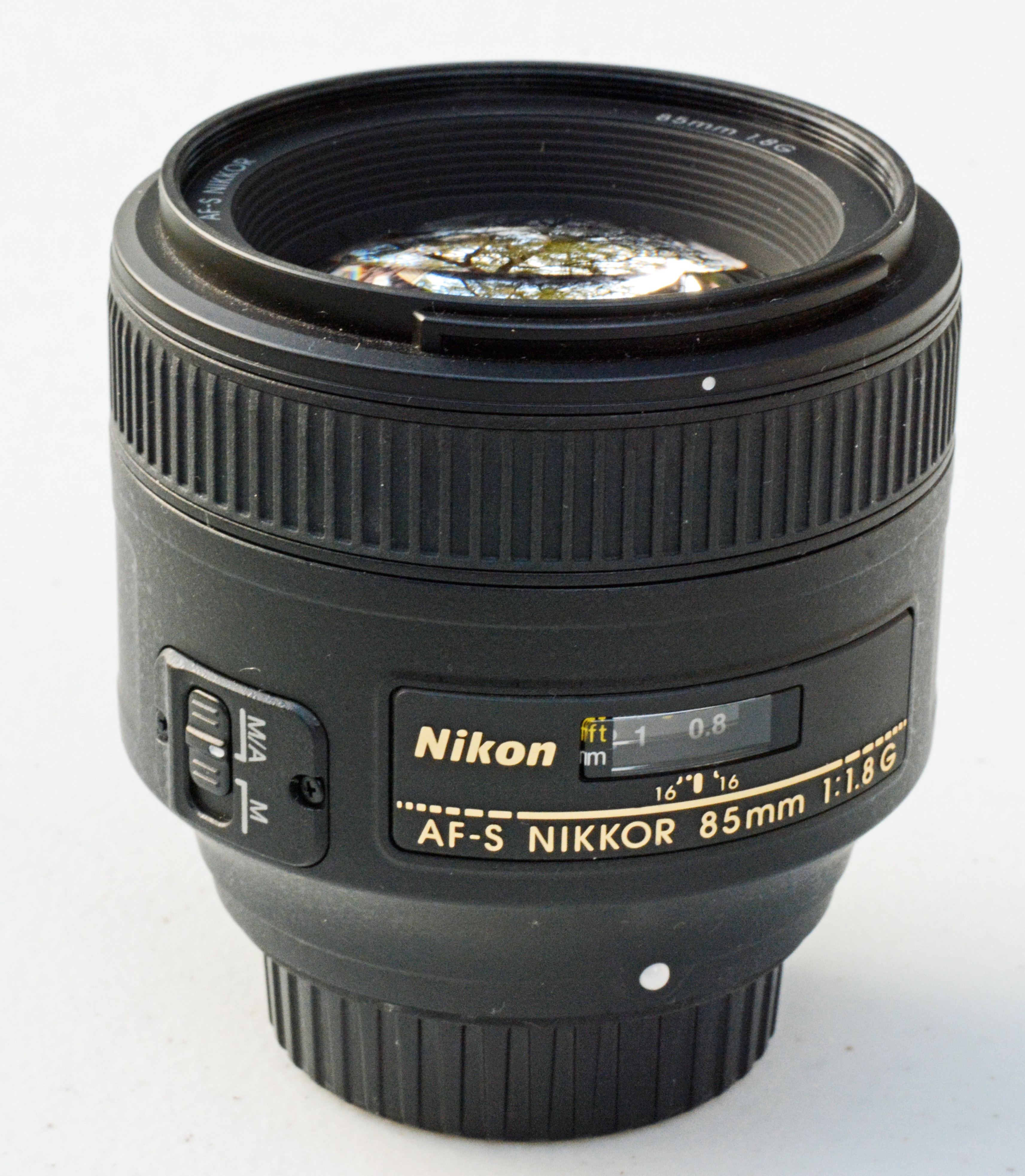
Objetivo Nikon Nikkor 85 mm f/1,8G AF-S

- 200 mm f/3,5 ED-IF AF (para la F3AF)
- 300 mm f/4 ED-IF AF
- 300 mm f/4D ED-IF AF-S
- 300 mm f/2,8 ED-IF AF
- 300 mm f/2,8D ED-IF AF-I
- 300 mm f/2,8D ED-IF AF-S
- 300 mm f/2,8D ED-IF AF-S II
- 400 mm f/2,8D ED-IF AF-I
- 400 mm f/2,8D ED-IF AF-S
- 400 mm f/2,8D ED-IF AF-S II
- 500 mm f/4D ED-IF AF-I
- 500 mm f/4D ED-IF AF-S
- 500 mm f/4D ED-IF AF-S II
- 600 mm f/4D ED-IF AF-I
- 600 mm f/4D ED-IF AF-S
- 600 mm f/4D ED-IF AF-S II

Macro
- 55 mm f/2,8 AF Micro
- 60 mm f/2,8 AF Micro
- 60 mm f/2,8D AF Micro
- 60 mm f/2,8D AF-S G Micro N
- 105 mm f/2,8D AF Micro

Con VR
- 105 mm f/2,8G ED-IF AF-S VR Micro N
- 200 mm f/2G ED-IF AF-S VR
- 200 mm f/2G ED-IF AF-S VR II N
- 200–400 mm f/4G ED-IF AF-S VR
- 200–400 mm f/4G ED-IF AF-S VR II N
- 300 mm f/4E PF ED-IF AF-S VR N
- 300 mm f/2,8G ED-IF AF-S VR
- 300 mm f/2,8G ED-IF AF-S VR II N
- 400 mm f/2,8G ED-IF AF-S VR N
- 400 mm f/2,8E FL ED-IF AF-S VR N
- 500 mm f/4G ED-IF AF-S VR N
- 600 mm f/4G ED-IF AF-S VR N
- 800 mm f/5,6E FL ED-IF AF-S VR N

###### Focales fijos formato DX

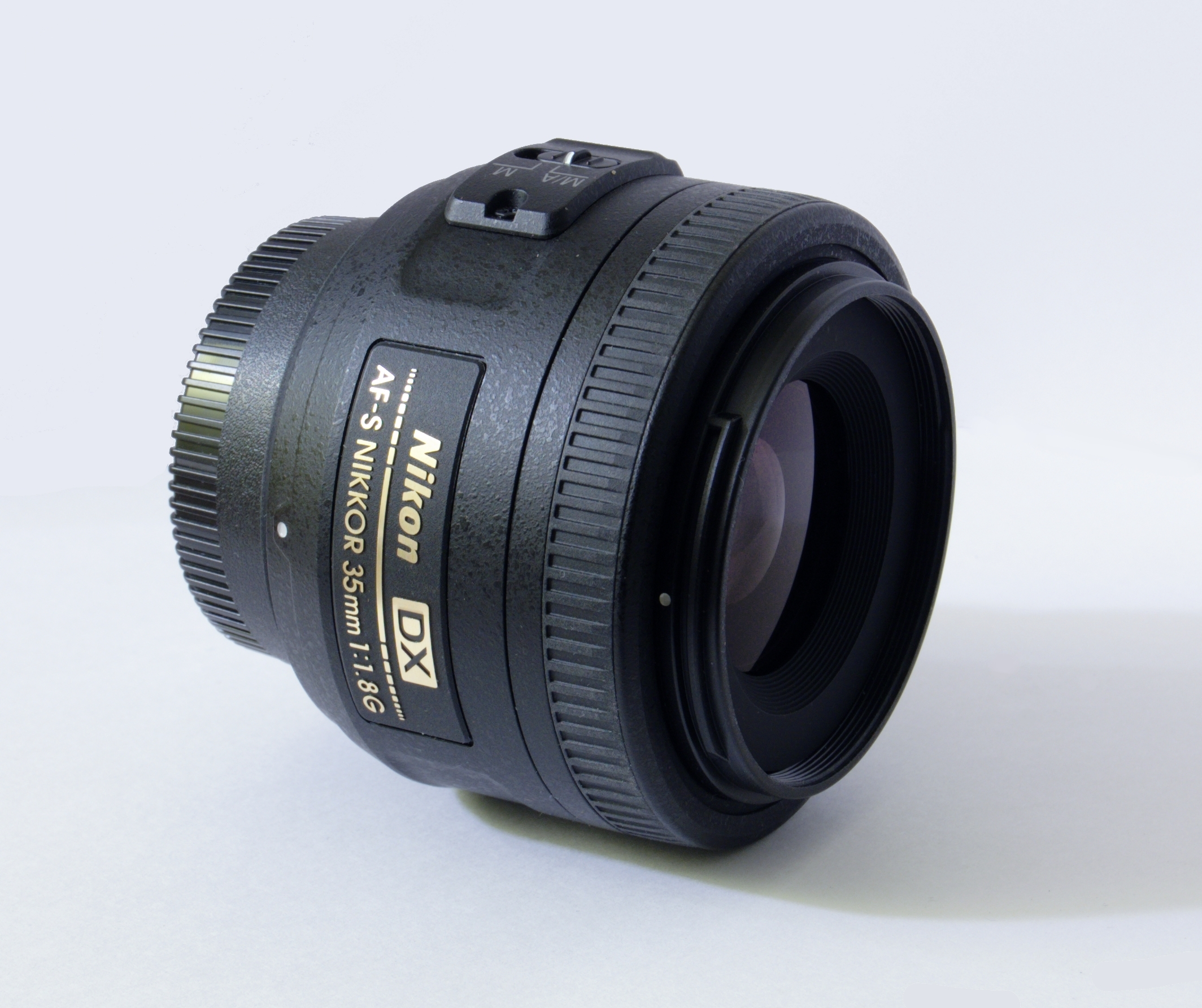
35 mm f/1,8G DX

- 10,5 mm f/2,8G ED AF DX Ojo de pez
- 35 mm f/1,8G AF-S DX
- 40 mm f/2,8G DX Micro-Nikkor

Con VR
- 85 mm Micro-Nikkor f/3,5 AF-S VR DX

##### Objetivos de distancia focal variablecon enfoque automático

###### Focales variables de formato FX
- 14–24mm f/2,8G ED AF-S N
- 17–35 mm f/2,8 ED-IF AF-S
- 17–55 mm f/2,8G ED-IF AF-S DX
- 18–35 mm f/3,5-4,5D ED-IF AF
- 18–35 mm f/3,5-4,5G ED-IF AF-S
- 20–35 mm f/2,8D IF
- 24–50 mm f/3,3-4,5 AF
- 24–50 mm f/3,3-4,5D AF
- 24–70 mm f/2,8G ED AF-S N
- 24–85 mm f/2,8-4D IF AF
- 24–85 mm f/3,5-4,5G ED-IF AF-S
- 24–120 mm f/3,5-5,6D AF
- 28–70 mm f/2,8D ED-IF AF-S
- 28–70 mm f/3,5-4,5D AF
- 28–80 mm f/3,3-5,6G AF
- 28–85 mm f/3,5-4,5 AF
- 28–100 mm f/3,5-5,6G AF
- 28–105 mm f/3,5-4,5D AF
- 28–200 mm f/3,5-5,6D IF AF
- 28–200 mm f/3,5-5,6G ED-IF AF
- 35–70 mm f/2,8 AF
- 35–70 mm f/2,8D AF
- 35–70 mm f/3,3-4,5 AF
- 35–80 mm f/4-5,6D AF
- 35–105 mm f/3,5-4,5 AF
- 35–105 mm f/3,5-4,5D IF AF
- 35–135 mm f/3,5-4,5 AF
- 35–200 mm f/2,8D AF
- 55–200 mm f/4-5,6G IF-ED
- 70–210 mm f/4 AF
- 70–210 mm f/4-5,6 AF
- 70–210 mm f/4-5,6D AF
- 70–300 mm f/4-5,6D AF
- 70–300 mm f/4-5,6D ED AF
- 70–300 mm f/4-5,6G AF
- 75–240 mm f/4,5-5,6D AF
- 75–300 mm f/4,5-5,6 AF
- 80–200 mm f/2,8D ED AF
- 80–200 mm f/2,8D ED AF-S
- 80–200 mm f/4,5-5,6D AF

Macro

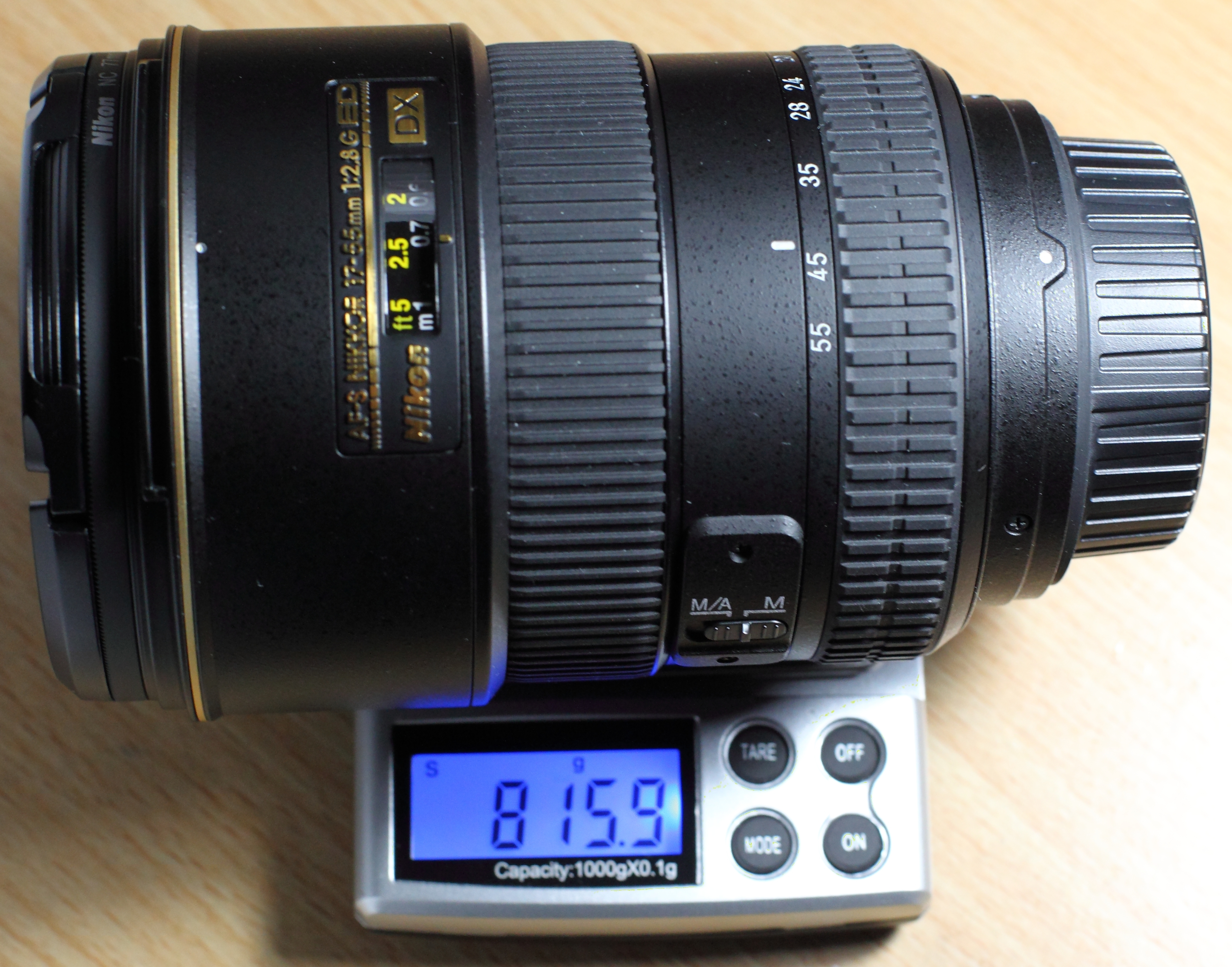
Nikon A F-S 17-55mm f2,8G IF-ED DX

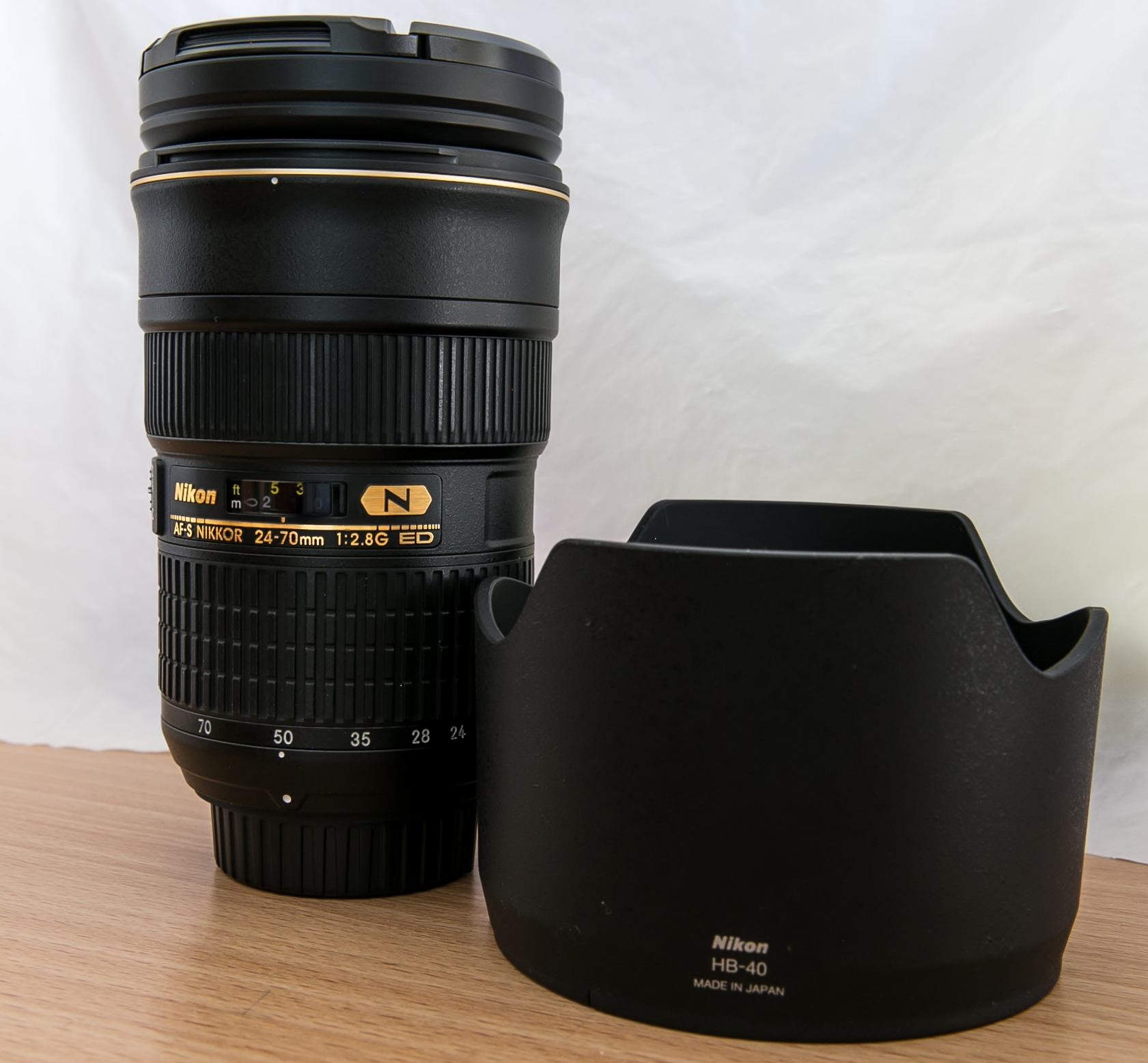
Nikon AF-S 24-70mm f-2,8G ED

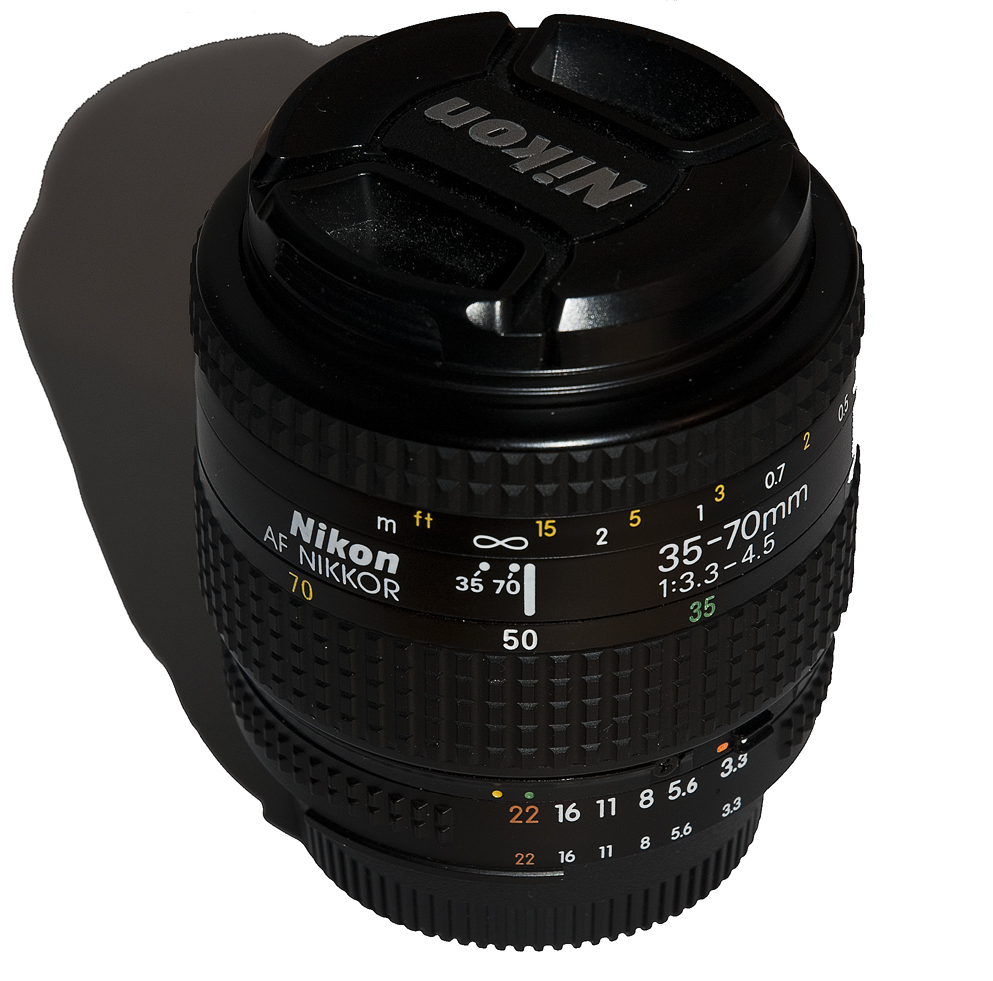
35-70mm f/3,3-4,5

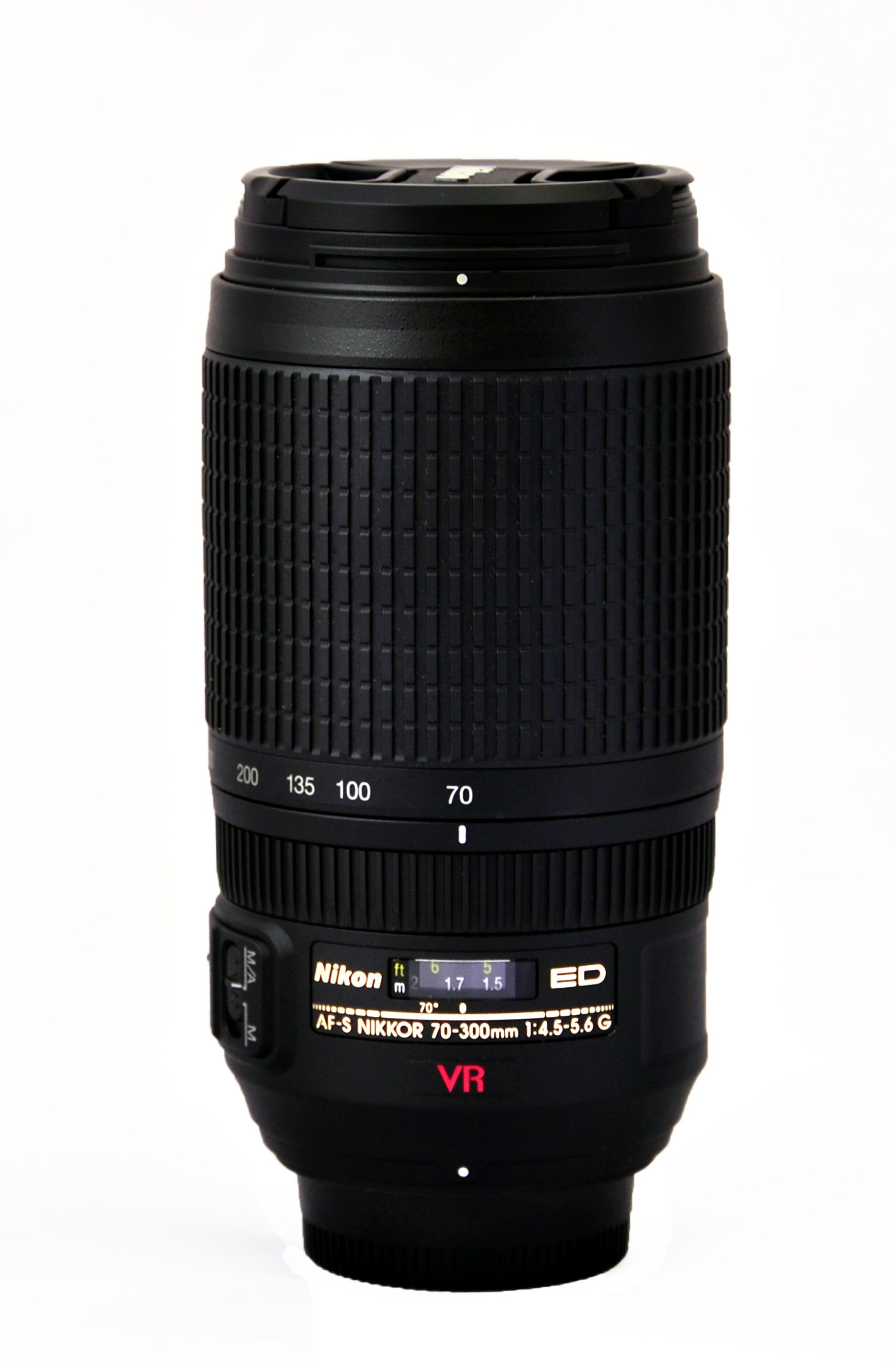
Nikkor AF-S VR 70-300mm f/4,5-5,6G IF-ED

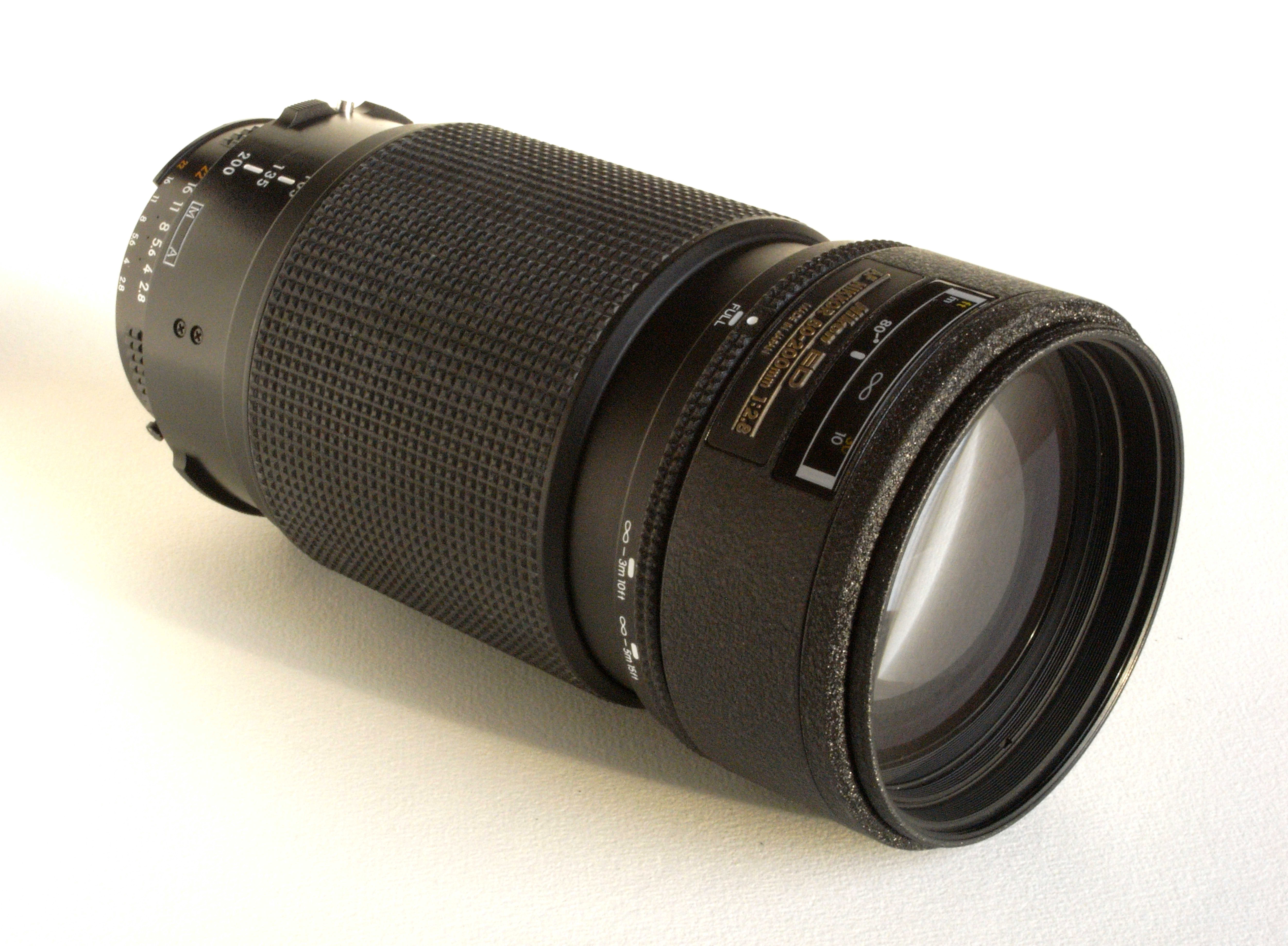
80-200mm f/2,8 ED AF Zoom-Nikkor

- 70–180 mm f/4,5-5,6 ED AF-D Micro (el objetivo macro de focal variable en formato de 35mm)

Con VR
- 16–35 mm f/4G ED AF-S VR N
- 24–85 mm f/3,5-4,5G ED-IF AF-S VR
- 24–120 mm f/3,5-5,6G AF-S VR
- 24–120 mm f/4G ED AF-S VR
- 28–300mm f/3,5-5,6G ED AF-S VR
- 70–200 mm f/2,8G ED-IF AF-S VR
- 70–200 mm f/2,8G ED-IF AF-S VR II
- 70–200 mm f/4G ED AF-S VR

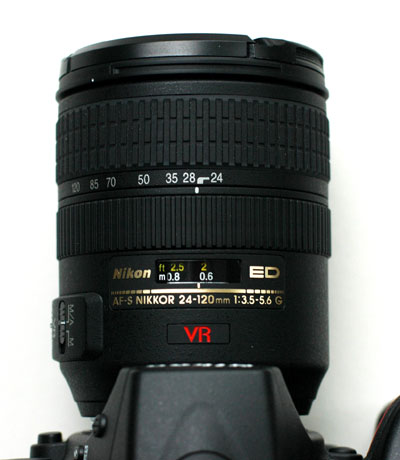
Objetivo Nikkor 24-120 mm f/3,5-5,6G AF-S VR FX: nótece la designación "VR" en rojo

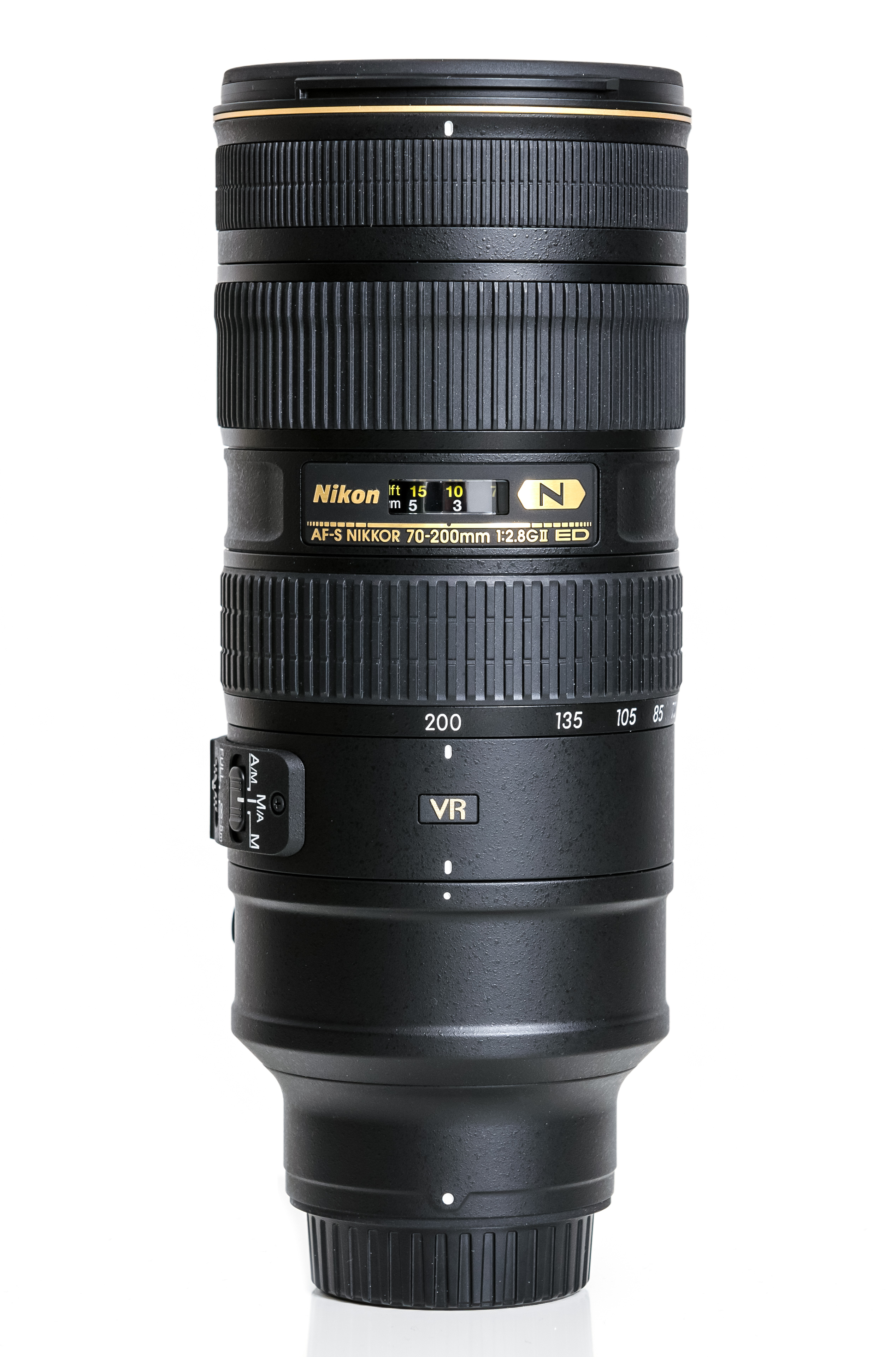
Objetivo Nikkor 70-200 mm f/2,8G AF-S VR II FX

- 70–300 mm f/4,5-5,6G IF-ED AF-S VR
- 80–400 mm f/4,5-5,6D ED AF VR
- 80–400 mm f/4,5-5,6G ED AF-S VR N

###### Focales variables de formato DX
- 10–24 mm f/3,5-4,5 ED AF-S DX
- 12–24 mm f/4G ED-IF AF-S DX
- 16–85 mm f/3,5-5,6G ED-IF AF-S DX
- 17–55 mm f/2,8G ED-IF AF-S DX
- 18–55 mm f/3,5-5,6G ED AF-S DX
- 18–55 mm f/3,5-5,6G ED AF-S II DX
- 18–70 mm f/3,5-4,5G ED-IF AF-S DX

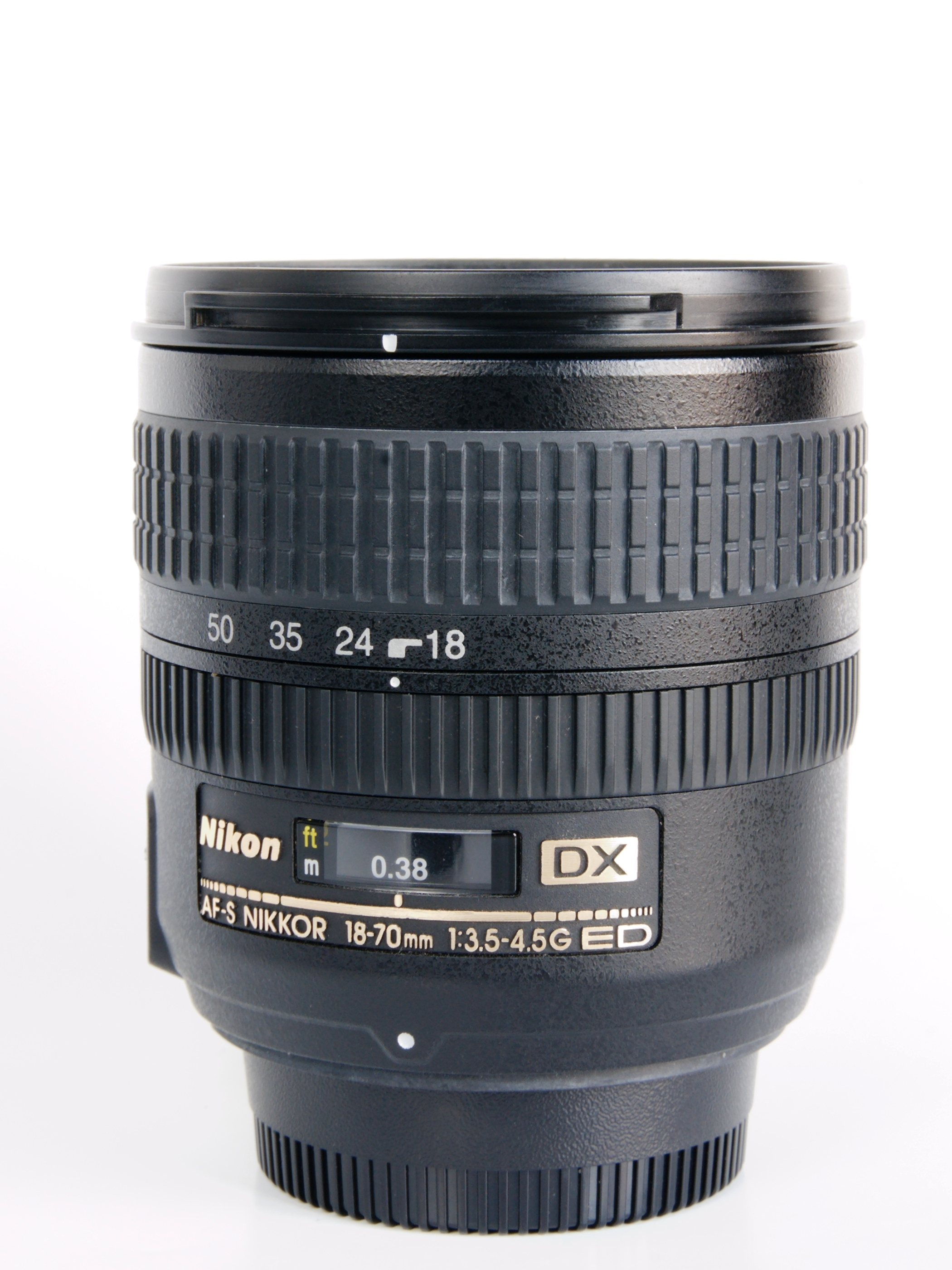
18-70 mm f/3,5-4,5G ED-IF AF-S DX

- 18–135 mm f/3,5-5,6G ED-IF AF-S DX
- 55–200 mm f/4-5,6G ED AF-S DX

Macro
- 40 mm f/2,8G AF-S DX Micro

Con VR
- 16–80 mm f/2,8–4E AF-S VR DX
- 16–85 mm f/3,5-5,6G ED AF-S VR DX
- 18–55 mm f/3,5-5,6G AF-S VR DX
- 18–55 mm f/3,5-5,6G AF-S VR DX II
- 18-105 mm f/3,5-5,6G ED VR
- 18-140 mm f/3,5-5,6G ED VR

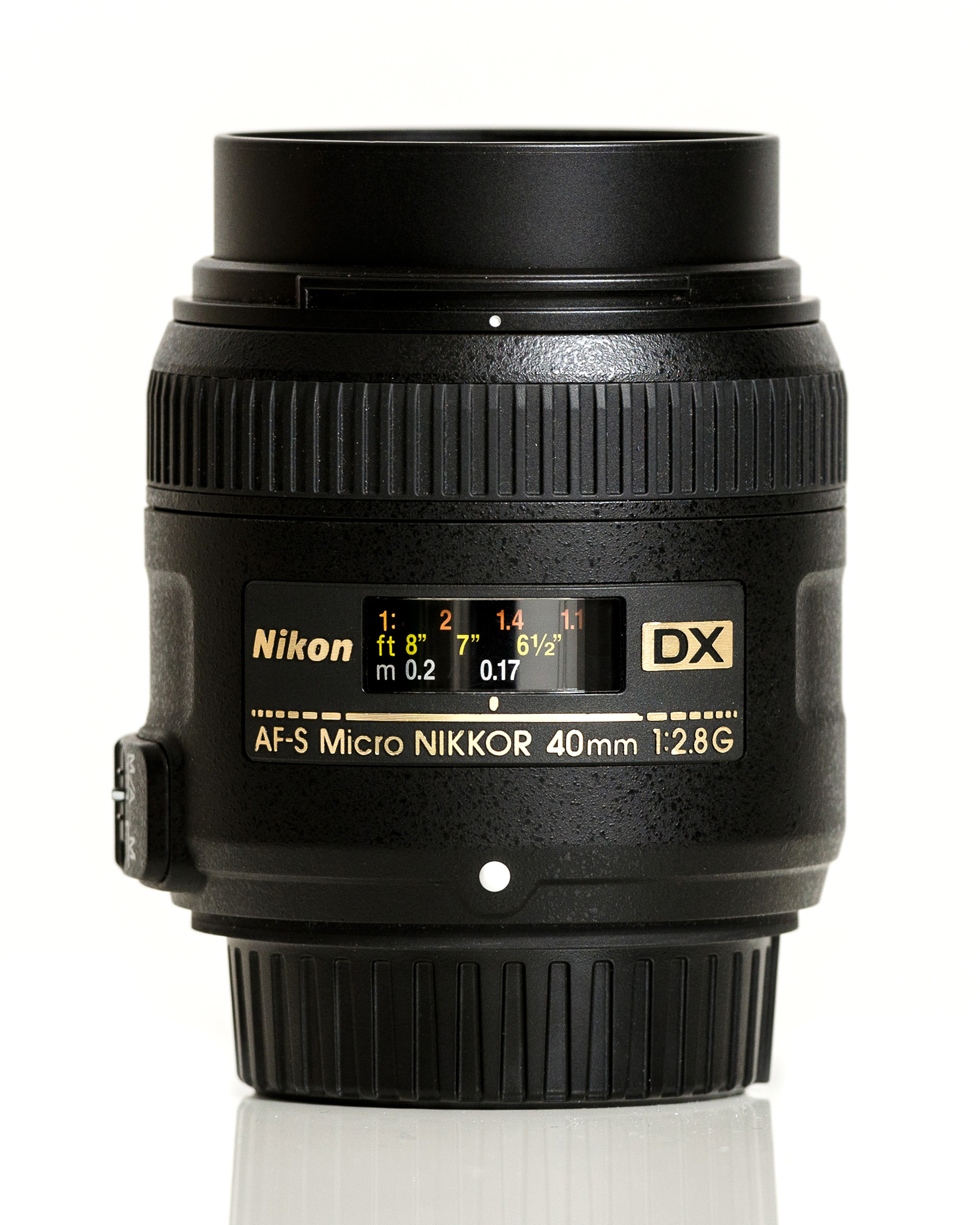
40 mm f/2,8G AF-S DX Micro.

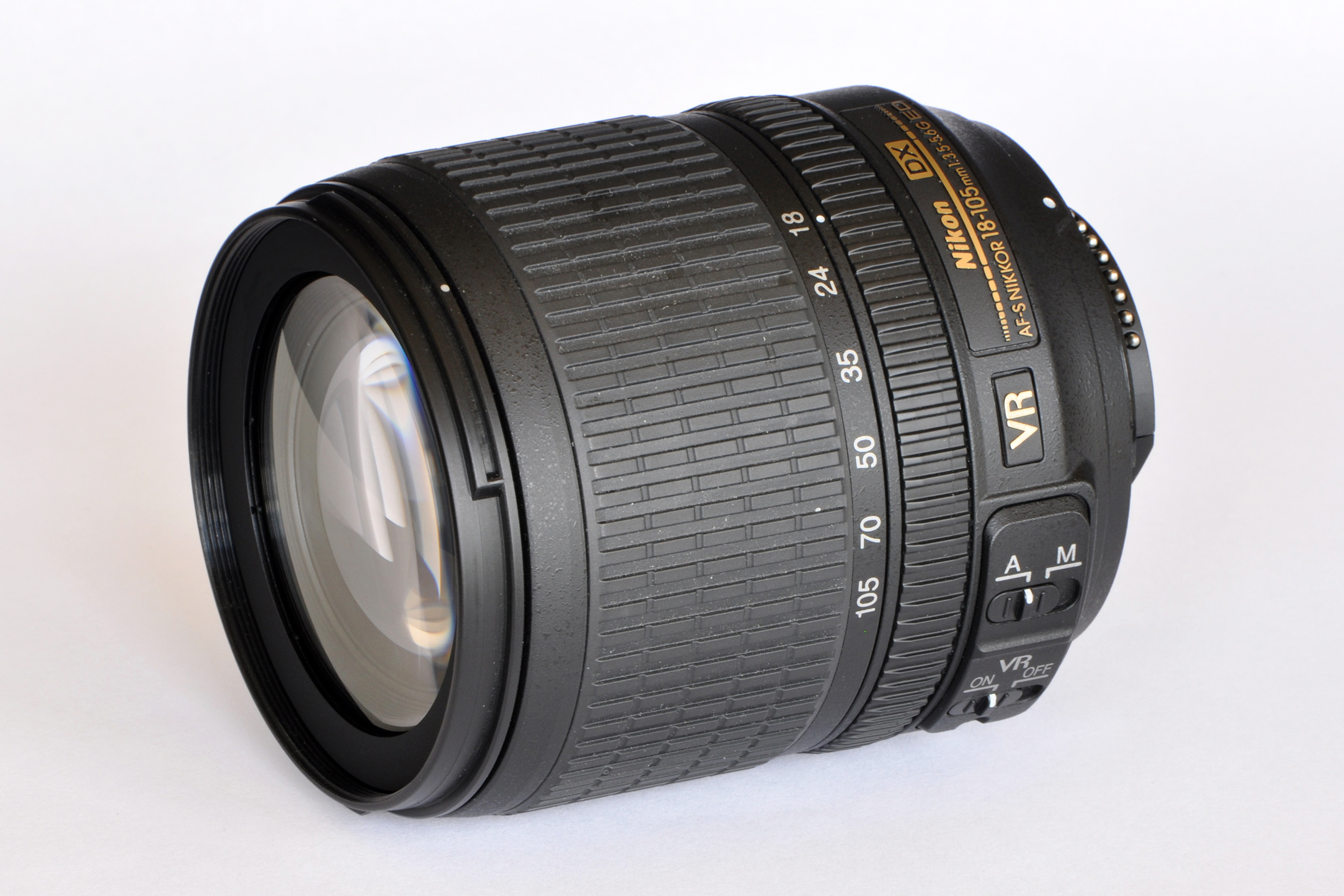
18-105mm f/3,5-5,6G ED VR

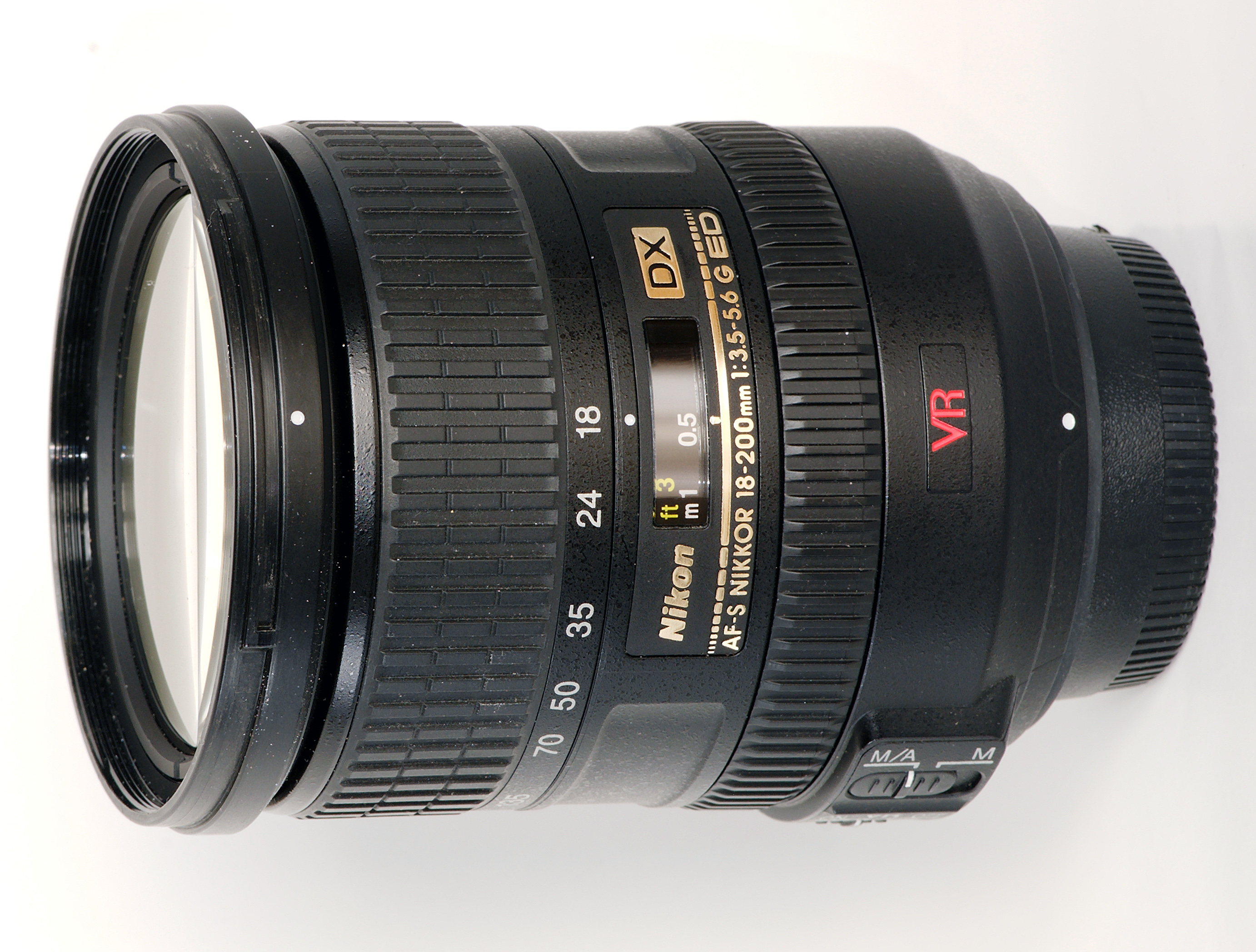
18-200 f/3,5-5,6 VR

- 18–200 mm f/3,5-5,6G ED-IF AF-S VR DX
- 18–200 mm f/3,5-5,6G ED-IF AF-S VR DX II
- 18–300 mm f/3,5-6,3G ED-IF AF-S VR DX
- 55–200 mm f/4,5,6G ED AF-S VR DX
- 55–300 mm f/4,5,6G ED AF-S VR DX

##### Objetivos con motor de enfoque integrado
Los objetivos Nikkor designados AF-S o AF-I tienen motor de enfoque integrado, pero otros fabricantes incluidos en la lista no lo designan claramente. Estos objetivos son necesarios en determinados modelos de cámaras Nikon de gama baja, los cuales carecen de motor de enfoque. Estos modelos son: Nikon D40, D40X, D60, D3000, D3100, D3200, D3300, D5000, D5100, D5200, D5300, D5500 y la serie Nikon 1 con adaptador FT1.

#### Teleconvertidores
- TC-1 (2,0x)
- TC-2 (2,0x)
- TC-200 (2,0x)
- TC-300 (2,0x)
- TC-201 (2,0x)
- TC-301 (2,0x)
- TC-14 (1,4x)
- TC-14A (1,4x)
- TC-14B (1,4x)
- TC-14C (1,4x) (suministrado exclusivamente con el Nikkor 300mm f/2 Ai-S IF-ED)
- TC-16 (1,6x) (solo F3AF)
- TC-16A (1,6x)
- TC-20E (2,0x)
- TC-14E (1,4x)
- TC-14E II (1,4x)
- TC-14E III (1,4x)
- TC-17E II (1,7x)
- TC-20E II (2,0x)
- TC-20E III (2,0x)
- TC800-1.25E ED (1,25x) (suministrado exclusivamente con el Nikkor AF-S 800mm f/5,6 FL ED-IF VR N)

### ZeissZF
Los objetivos de la serie Zeiss ZF son de enfoque manual con diseño tipo Nikon AI-S, de apertura indexada. Son fabricados por Cosina bajo especificaciones de Zeiss.
Las cuatro variantes del diseño son designadas ZF, ZF.2, ZF-I y ZF-IR.
ZF es la línea de prodcutos original. 
ZF.2 tienen CPU habilitada (similares a los objetivos Nikon AI-P) ofreciendo medición completa con el rango completo de las cámaras SLR Nikon AF.
ZF-I tienen trabas mecánicas para el foco y la apertura, y un sellado adicional contra polvo y humedad, para aplicaciones industriales.
ZF-IR están adaptados para imágenes infrarrojas, con recubrimientos que para longitudes de onda hasta 1100 nm, y escala de enfoque marcada para infrarrojo.

### ZeissCP.2
Los objetivos CP.2 son una serie de objetivos de cine Zeiss "CompactPrime" con montura F como una de las tres monturas disponibles. Los objetivos cubres un área de 36×24 mm del formato de 35mm, o formato Nikon FX, y los objetivos de 28 mm o más comparten T-stop (T/) de 2,1.

### Kiev-Arsenal
- MC TS Arsat 35mm f/2,8 Tilt Shift
- MC Peleng 8mm f/3,5
- MC Peleng 17mm f/2,8
- MC Arsat-H 50mm f/1,4
- MC ZOOM Arsat-M 80-200mm f/4,5
- APO Arsat-H 300mm f/2,8

### Angénieux
- 28–70 mm f/2,6 AF
- 35–70 mm f/2,5-3,3
- 70–210 mm f/3,5
- 180 mm f/2,3 DEM APO
- 200 mm f/2,8 DEM ED

### Schneider Kreuznach
- PC Super-Angulon 28 mm f/2,8
- PC-TS Super-Angulon 50 mm f/2,8 HM
- PC-TS Makro-Symmar 90 mm f/4,0 HM

## Cámaras compatibles
- Cámaras Nikon series "F", "N" y "D".
- Cámaras SLR Nikkormat (Nikomat en Japón) series "FT" y "EL".
- serie Nikon 1 con adaptador FT1.
- Cámaras SLR Fujifilm basadas en cuerpos Nikon, incluyendo:
  - FinePix S1 Pro
  - FinePix S2 Pro
  - FinePix S3 Pro
  - FinePix S5 Pro
- Cámara industrial Canon M15P-CL.
- Cámaras SLR Kodak serie DCS basada en cuerpos Nikon, incluyendo:
  - Kodak DCS-100
  - Kodak DCS-200
  - Kodak NC2000 / NC2000e
  - Kodak DCS 315 / 330
  - Kodak DCS-410
  - Kodak DCS-420
  - Kodak DCS-460
  - Kodak DCS 620 / 620x
  - Kodak DCS 660 / 660M
  - Kodak DCS 720x
  - Kodak DCS 760
  - Kodak DCS Pro 14n
  - Kodak DCS Pro 14nx
  - Kodak DCS Pro SLR/n
- Sistemas de formato medio
  - Cámara Horseman DigiWide
  - Sistema Sinar "m" (con Módulo de Espejo de 35mm)
- OpenReflex
- Cámaras de video
  - JVC JY-HMQ30 (resolución 4K)
  - Cámara de video digital Red One (usando la montura Red F)
  - "Adaptadores" tipo Cámara
    - Redrock M2
    - Letus Extreme
    - Shoot35 SGpro
    - P+S Technik Mini35
    - Movietube
- Kiev Arsenal
  - Kiev 17
  - Kiev 19
  - Kiev 19M
  - Kiev 20
- Ricoh Singlex[16] (también conocido como Sears SLII)